# ج. روبرت أوبينهايمر
ج. روبرت أوبينهايمر (بالإنجليزية: J. Robert Oppenheimer، عاش فترة: 22 إبريل 1904م - 18 فبراير 1967م) المولود باسم جوليوس روبرت أوبينهايمر (بالإنجليزية: Julius Robert Oppenheimer) كان عالم فيزياء نظرية أمريكي ومدير منشأة لوس ألاموس ضمن مشروع مانهاتن خلال الحرب العالمية الثانية. وكثيرًا ما يُطْلَق عليه لقب "أبو القنبلة الذرية".
وُلِد في مدينة نيويورك، وحصل على درجة البكالوريوس في الكيمياء من جامعة هارفارد عام 1925م وأكمل الدراسات العليا في الفيزياء وحصل على الدكتوراه من جامعة غوتينغن في ألمانيا عام 1927م بإشراف ماكس بورن. وبعد إجراءه أبحاثًا في معاهد أخرى، انضم إلى قسم الفيزياء في جامعة كاليفورنيا في بيركلي حيث أصبح أستاذًا متفرغًا بدوام كامل في 1936م. وكانت له مساهمات بازرة في الفيزياء النظرية، بما في ذلك إنجازات في ميكانيكا الكم والفيزياء النووية، ومن أهم تلك الإنجازات كان تطوير تقريب بورن-أوبنهايمر الذي يُسَهِّل حساب الاقترانات الموجية للجزيئات، بالإضافة إلى الدراسات النظرية في الإلكترونات والبوزترونات، وعملية أوبنهايمر-فيليبس المتعلقة بالانشطار النووي، وعمله في بداية مسيرته على النفق الكمومي. وبالتشارك مع طلابه، قَدَّم أوبينهايمر مُسَاهَمَات في نظرية النجوم النيوترونية والثقوب السوداء، ونظرية الحقل الكمومي، وتَفَاعُلَات الأشعة الكَوْنِيَّة.
وفي 1942م، وٌظِّف أوبينهايمر للعمل في مشروع مانهاتن، وفي 1943م، جرى تعيينه مديرًا لمنشأة لوس ألاموس التابعة للمشروع والواقعة في ولاية نيومكسيكو الأمريكية، وكانت مُهِمَّة العاملين في هذه المنشأة هي تطوير أول أسلحة نووية في العالم. وكانت قيادته وخبرته العِلْمِيَّة أساسًا في نجاح المشروع. وفي 16 يوليو 1945م، كان أوبينهايمر موجودًا لمراقبة أول اختبار للقنبلة الذرية الذي أُطْلِق عليه اسم ترينيتي. وفي أغسطس 1945م، اسْتُخْدِمَت الأسلحة النووية ضد اليابان من خلال قصف هيروشيما وناغازاكي، وهو الاستخدام الوحيد للأسلحة النووية في حرب مُسَلَّحَة.
وفي 1947م، أصبح أوبينهايمر مدير معهد الدراسات المتقدمة في مدينة برينستون في ولاية نيوجيرسي، كما أصبح رئيس اللجنة الاستشارية العامة لهيئة الطاقة الذرية الأمريكية المُنْشأة حديثًا وقتها. ومارس ضغطًا سياسيًّا لِفَرْض رقابة على الطاقة النووية لاجتناب انتشار الأسلحة النووية وكذلك لاجتناب حصول سباق تَسَلُّح نووي مع الاتحاد السوفييتي. وعَارَض تطوير القنبلة الهيدروجينية خلال النقاش الحكومي الذي دار في فترة 1949-1950م حول ذلك، بل وأيَّد تطوير المنظومات والتدابير الدفاعية من الهجمات النووية بدلًا من ذلك، مما أثار غضب بعض أطراف الحكومة الأمريكية والجيش من أوبينهايمر. وخلال أحداث الخوف الأحمر الثاني، أَدَّت مواقف أوبينهايمر مُجْتَمِعَة مع ارتباطاته السابقة بالحزب الشيوعي الأمريكي إلى إلغاء تصريحه الأمني بعد خضوعه إلى جلسات استماع أمنية عام 1954م. أدى ذلك إلى إنهاء وصوله إلى الأسرار الذرية الحكومية ما قاد إلى إنهاء مسيرته المهنية كَعَالِم فيزياء نووية. كما جَرَّدَه ذلك من تأثيره السياسي، ولكن أوبينهايمر استمر في إعطاء المحاضرات والكتابة والعمل في الفيزياء. وفي 1963م، مُنِح جائزة إنريكو فيرمي كبادرة حكومية لإعادة اعتباره السياسي. وتوفي بعد 4 سنوات من ذلك بعدما شُخِّص بسرطان الحنجرة. وفي 2022م، أَبْطَلَتْ الحكومة الأمريكية قرار إلغاء التصريح الأمني لأوبينهايمر الذي صدر سنة 1954م بعد جلسات الاستماع.
و على الرغم من دعوة أوبينهايمر المستمرة للسلام عامة وللسلام النووي خاصة وكذلك دعوته للابتعاد عن سباقات التسلح النووي في العالم، إلا أنه دعم تطوير برنامج التسلح النووي الإسرائيلي، وكانت بداية ذلك سنة 1947م أي قبل تأسيس دولة الاحتلال الإسرائيلي، وذلك حينما التقى به حاييم وايزمان -الذي أصبح فيما بعد أول رئيس إسرائيلي- في مدينة برينستون في ولاية نيوجيرسي. حيث سَعَت القيادات الإسرائيلية منذ البداية إلى اجتذابه وكسب تعاطفه تجاه مصالحهم، وكذلك بالنسبة لباقي العلماء المشاركين في صناعة القنبلة الذرية في مشروع مانهاتن.

## النشأة

### الطفولة والدراسة
ولد أوبينهايمر في مدينة نيويورك بتاريخ 22 إبريل 1904م لعائلة يهودية غير مُتَدَيِّنَة، واسمه في شهادة الميلاد كان جوليوس روبرت أوبينهايمر، ثم تحول فيما بعد إلى ج. روبرت أوبينهايمر، وكان أبوه جوليوس سيليغمان أوبينهايمر تاجر أَنْسِجَة ناجح، وأمه كانت إيلا فريدمان وهي رَسَّامة. وكان لروبرت أخ أصغر منه اسمه فرانك الذي أصبح فيزيائيًّا أيضًا. وكان مجموعة إخوة أوبينهايمر هو: أَخَوَان وثلاث أخوات. وُلِد أبوهما في مدينة هاناو التي كانت وقتها جزءًا من مقاطعة هسن-ناساو ضمن مملكة بروسيا الألمانية، ثم جاء إلى الولايات المتحدة سنة 1888م وهو مُرَاهِق بدون مال وفير أو تعليم عالٍ أو معرفة باللغة الإنجليزية، وذلك ليعمل في شركة تجارة أنسجة مملوكة لأقاربه الذين دَعَوْه للمجيء، وتطور عمله حتى أصبح تاجرًا غنيًّا. وفي 1912م، انتقلت عائلة روبرت إلى شقة في ريفرسايد درايف بالقرب من الشارع رقم 88 غرب مقاطعة مانهاتن في مدينة نيويورك، وهي منطقة معروفة بالقصور والمنازل الفاخرة. وكان لدى العائلة مجموعة من المُقْتَنَيَات الفنية التي تَضَمَّنَت أعمالًا لبابلو بيكاسو وإدوارد فويار، وفينسنت فان غوخ.
التَحَق أوبينهايمر في البداية بمدرسة أَلْكْوِين الإعدادية. وفي 1911م، التحق بمدرسة فيلدستون للثقافة الأخلاقية، وهي مدرسة خاصة أسسها فيليكس أدلر للترويج للتعليم المُسْتَنِد إلى حركة الثقافة الأخلاقية التي كان شعارها: "العَمَل قبل الإيمان". وكان أبو أوبينهايمر عضوًا في رابطة الحركة لسنوات كثيرة، فكان أحد أعضاء مجلس أُمَنَاء الرابطة. وكان أوبينهايمر طالبًا مُتَنَوِّعًا، فكان مهتمًّا بالأدب الإنجليزي والفرنسي، كما كان مهتمًّا بعلم المعادن بشكل خاص. واستطاع إنهاء الصف الثالث والرابع في سنة واحدة، كما أنه تَجَاوَز عن نِصْف الصَّف الثامن. وفي سنته الدراسية الأخيرة في المدرسة، أصبح أوبينهايمر مهتمًّا بالكيمياء. وأنهى المدرسة عام 1921م، ولكن دراسته الجامعية تأخرت سنة بسبب نوبة التهاب قولون تقرحي أَصَابَتْه حينما كان يستكشف بلدة ياهيموف خلال إجازة أخذها مع عائلته في تشيكوسلوفاكيا. وقضى فترة التعافي في ولاية نيومكسيكو الأمريكية، وهناك طَوَّر حبًّا لركوب الخيل ولمناطق جنوب غرب الولايات المتحدة.
التحق أوبينهايمر بكلية هارفارد عام 1922م وهو ابن 18 عامًا. وكان في تخصص الكيمياء؛ وتَطَلَّبَت هارفارد أيضًا دراسة التاريخ، أوالأدب، أو الفلسفة، أو الرياضيات. ولتعويض الفترة الضائعة بسبب المرض، كان يأخذ سِتّ مواد في كل فَصْل بدلًا من من أربع مواد في الوضع الطبيعي، ذلك بالإضافة إلى أن تعليمه الثانوي مَكَّنَه من التَجَاوُز عن المواد الأساسية في الفيزياء والكيمياء ليبدأ بالمواد التي بعدها مباشرة. وقُبِل في رابطة فاي بيتا كابا، وهي رابطة شَرَفِيَّة للطلاب الذين لم يتخرجوا بعد. وبعد إنهاءه للرسالة البحثية اللازمة للحصول على درجة الشرف في الكيمياء بالإضافة إلى معظم المواد المطلوبة في قسم الكيمياء، بدأ أوبينهايمر تَدْرِيجِيًّا خلال عامه الدراسي الثاني بتقليل دراسة الكيمياء والدخول أكثر في الفيزياء، وكانت العَقَبَة التي تواجهه هي قُصُورُه في الرياضيات، فأخذ عدة مواد رياضية لازمة لذلك، وبالرغم من أنه كان لا يزال في عامه الدراسي الثاني، إلا أنه استطاع أَخْذ مواد مهمة في الفيزياء سَمَحَتْ له فيما بعد بإكمال الدراسات العليا في الفيزياء على الرغم من أنه تخرج من هارفارد بتخصص الكيمياء. وقد انجذب أوبينهايمير للفيزياء التجريبية بعدما أخذ مادة عن الديناميكا الحرارية كان مُدَرِّسُهَا هو بيرسي بريجمان. وتخرج أوبينهايمر من هارفارد عام 1925م وهو يحمل درجة البكالوريوس بامتياز مع مرتبة الشَّرَف، وذلك بعد ثلاثة أعوام من الدراسة فقط.

### الدراسة في أوروبا

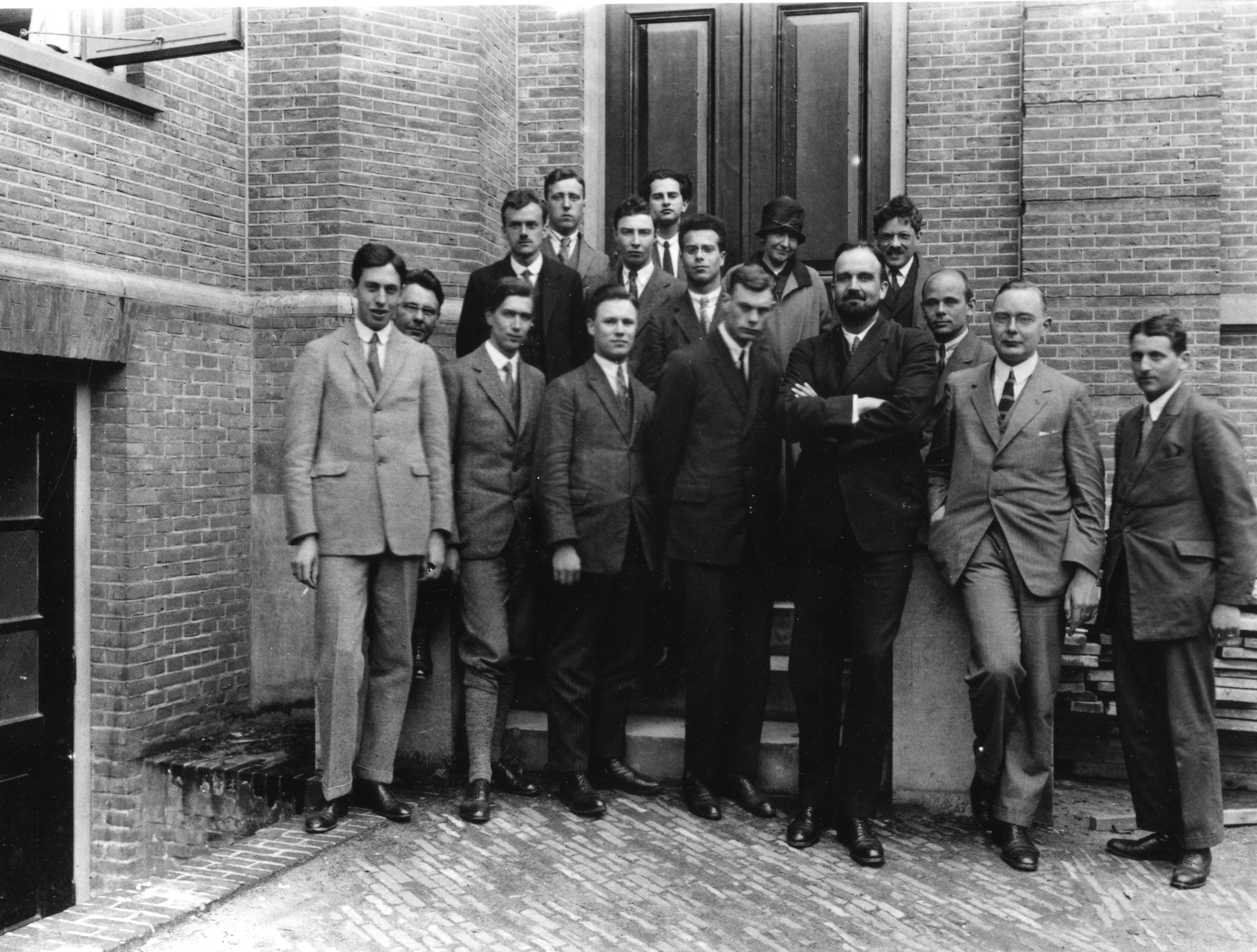
مختبر هايك كامرلينغ أونس في مدينة لايدن الهولندية، يوليو 1927م. يقف أوبينهايمر في الصف الأوسط، الرجل الثاني من اليسار.

بعد قبوله عام 1924م في كلية المسيح التابعة لجامعة كامبريدج في بريطانيا، كَتَب أوبينهايمر إلى إرنست رذرفورد طالبًا منه الإذن بالعمل في مختبر كافندش في قسم الفيزياء التابع للجامعة وأن يصبح طالبًا تحت إشرافه، ولكن رسالة التوصية التي كتبها أستاذه في هارفارد بيرسي بريجمان قالت بأن تَصَرُّفَات أوبينهايمر الخَرْقَاء في المختبر تُشِير إلى أن الفيزياء النظرية قد تكون مَوْطِن إبداع بالنسبة إليه أكثر من الفيزياء التجريبية. وبناءًا على ذلك كان رذرفورد غير مهتم بقبول أوبينهايمر ليكون أحد طلابه، ولكن أوبينهايمر ذهب إلى كامبريدج بالرغم من ذلك لعله يجد إداريًّا يجد أستاذ فيزياء تجريبية غير رذرفورد يقبل به طالبًا عنده؛ وفي نهاية المطاف قَبِلَه ج. ج. تومسون شريطة أن يُنْهِي مادة في أساسيات المُخْتَبَرَات.
كان أوبينهايمر غير سعيد إطلاقًا في كامبريدج، فكتب لأحد أصدقاءه قائلًا: "أنا أقضي وقتًا سيئًا للغاية. فعمل المختبر ممل جدًّا، وأنا سيئ جدًّا فيه لدرجة أنني من المستحيل أن أشعر بأني أتعلم أي شيء". وطَوَّر علاقة عدائية مع الأستاذ المشرف عليه باتريك بلاكيت الذي حاز على جائزة نوبل في وقت لاحق. واستنادًا إلى صديق أوبينهايمر فرانسيس فيرغيسون، اعترف أوبينهايمر مرة أنه ترك تفاحة مَحْقُونَة بمادة سامة على مكتب بلاكيت؛ ولكن لم يأكل منها أحد. وأقنع والِدَا أوبينهايمر سُلُطَات الجامعة لكيلا ترفع دعوات جنائية عليه أو تَطْرُدَه من الجامعة، وبدلًا من ذلك، وُضِع أوبينهايمر تحت المراقبة وتَلَقَّى جلسات منتظمة مع أَخِصَّائي نفسي في شارع هارلي في العاصمة البريطانية لندن.
كان أوبينهايمر طويلًا ونحيلًا ومُدَخِّنًا شَرِهًا، وكان غالبًا ما يتجنب الطعام أثناء فترات التركيز المُكَثَّف. وقال العديد من أصدقاءه أنه من الممكن أن يكون مُدَمِّرًا لنفسه. وحاول فيرغيسون مرة تَشْتِيت أوبينهايمر عن حالة الاكتئاب الظاهرة عليه من خلال إخباره بأنه -أي فريغيسون- سيتزوج عشيقة أوبينهايمر، فانْقَضّ عليه أوبينهايمر وحاول خَنْقَه. وعَانى أوبينهايمر من فترات اكتئاب خلال حياته، وأخبر أخاه مرة أنه "يحتاج الفيزياء أكثر من الأصدقاء".
وفي عام 1926م، ترك أوبينهايمر كامبريدج ليلتحق بجامعة غوتينغن الألمانية للدراسة تحت إشراف ماكس بورن؛ حيث كانت غوتينغن أحد المراكز الرائدة في العَالَم في الفيزياء النظرية. وكَوَّن أوبينهايمر هناك صداقات مع أشخاص حققوا نجاحات عظيمة فيما بعد، مثل فيرنر هايزنبيرغ، وباسكوال جوردان، وفولفغانغ باولي، وبول ديراك، وإنريكو فيرمي، وإدوارد تيلر. وكان حماسيًّا جدًّا في نقاشاته لدرجة أنه في بعض الأحيان كان يتحدث بغزارة بشكل منع أصدقاءه من المشاركة في النقاش. وقَدَّمَت ماريا غوبرت التماسًا مُوَقَّعًا منها ومن غيرها إلى بورن المشرف على صَفِّهِم، ويهددون فيه بمقاطعة الصف إذا لم يستطع بورن تهدئة أوبينهايمر. وترك بورن الالتماس على طاولته حيث يستطيع أوبينهايمر قراءته، وكان ذلك ناجعًا بدون الحاجة إلى التًّفَوُّه بأي كلمة.
حصل أوبينهايمر على درجة دكتوراه الفلسفة في الفيزياء في مارس 1927م وهو في الـ23 من عمره تحت إشراف ماكس بورن. وبعد الامتحان الشَّفَوِي، قال جيمس فرانك الأستاذ الذي امْتَحَنَه بأنه سعيد بانتهاء الامتحان لأن أوبينهايمر وصل إلى درجة يظهر فيها بأنه هو من يَمْتَحِن فرانك وليس العكس. ونَشَر أوبينهايمر أكثر من 12 ورقة بحثية خلال فترة تواجده في أوروبا، وتضمنت تلك الأوراق العديد من المساهمات في حقل ميكانيكا الكم الذي كان جديدًا وقتها. ونشر هو وبورن ورقة بحثية شهيرة عن تقريب بورن-أوبنهايمر، وفي هذه الورقة، فَصَلا حركة الإلكترونات عن حركة النواة عند التعامل الرياضي مع الجزيئات، مما سمح بإهمال حركة النواة لتبسيط الحسابات الرياضية المتعلقة بالجزيئات، وذلك لأن النواة أثقل بكثير من الإلكترونات بالتالي تتحرك بسرعة أبطأ بكثير مما يعني أن تأثيرها في الحسابات يكون ضئيلًا لدرجة يمكن فيها إهماله. وتبقى هذه الورقة البحثية هي أكثر أعمال أوبينهايمر استشهادًا.

## المسيرة المهنية المبكرة

### التَّدْرِيس

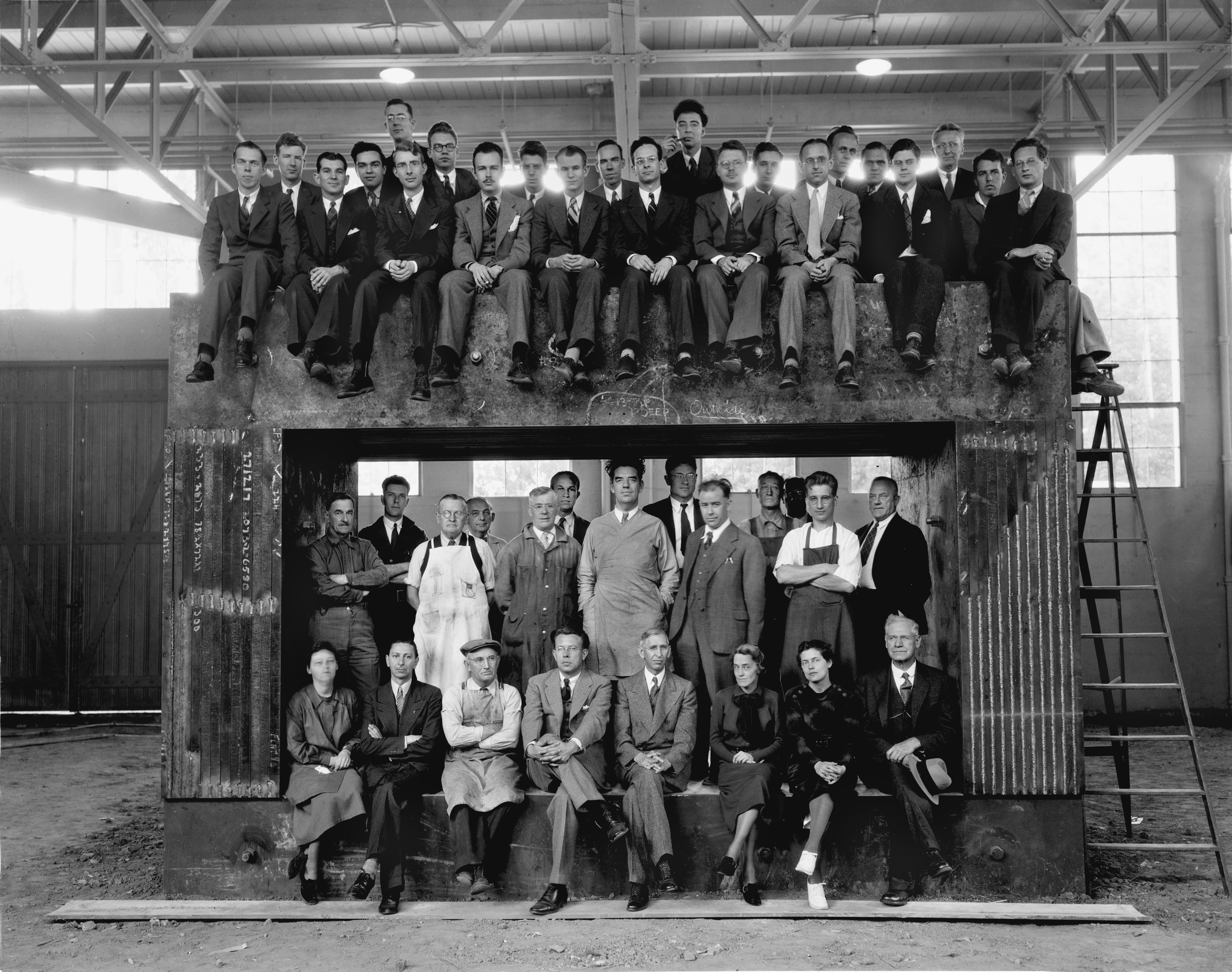
طاقم العمل في مختبر الأشعة في جامعة كاليفورنيا، ويتضمن الطاقم روبرت ر. ويلسون، والحاصلون على جوائز نوبل: إرنست لورنس، وإدوين ماكميلان، ولويس ألفاريز. وهم يتواجدون على الإطار المغناطيسي للمُسَرِّع الدوراني البالغ طوله 60 إنشًا (152 سم)، وذلك في 1938م. أوبينهايمر هو الرجل الطويل الذي يمسك غَلْيُونًا في الصف العلوي، إلى اليمين قليلًا من المُنْتَصَف.

حصل أوبينهايمر في سبتمبر 1927م على زَمَالَة مجلس الأبحاث الوطني الأمريكي للعمل في معهد كاليفورنيا للتقنية (كالتيك). ولكن بيرسي بريجمان أراده أيضًا في هارفارد، فتوصلوا إلى تسوية بِمُقْتَضَاها يَقْسِم أوبينهايمر زمالته للعام الدراسي 1927-1928م، بحيث يكون في هارفارد في 1927م، وفي كالتيك في 1928م. وأثناء تواجده في كالتيك، كَوَّن صداقة وثيقة مع لينوس بَاوْلِنْغ؛ وخَطَّطَا للتعاون معًا لإجراء دراسات مكثفة على طبيعة الرابطة الكيميائية في الذرة، وكان باولنغ رائدًا في ذلك الحقل، فكان تعاونهما بأن يتولى أوبينهايمر العمليات الرياضية وبأن يتولى باولنغ تفسير النتائج. وانتهى هذا التعاون وكذلك صداقتهما عندما دَعَا أوبينهايمر زوجة باولينغ -آفا هيلين باولنغ- للانضمام إليه في لقاء حميم في المكسيك. وفي وقت لاحق، دعا أوبينهايمر باولنغ لِيَرْأَس قسم الكيمياء في مشروع مانهاتن، ولكنه رفض قائلًا بأنه لا يدعم الحرب.
وفي خريف عام 1928م، زار أوبينهايمر معهد بول إهرنفست في جامعة لايدن في هولندا، وهناك أثار الإعجاب حينما أعطى محاضرات باللغة الهولندية بالرغم من خبرته القليلة بتلك اللغة. وهناك أُطْلِق عليه لقب أُوبْيِه (بالهولندية: Opje)، ولاحقًا حَوَّل أصدقاؤه في أمريكا ذلك الاسم ليغدو إنجليزيًّا، فأصبح "أُوبِي" (بالإنجليزية: Oppie). ومن لايدن، ذهب إلى المعهد الفدرالي للتكنولوجيا في زيوريخ في سويسرا ليعمل مع فولفغانغ باولي على ميكانيكا الكم والطَّيْف المُتَّصِل. واحترم أوبينهايمر باولي وأٌعْجِب به، ومن المحتمل أنه حاول تقليد أسلوبه الشخصي وطريقته النَّاقِدَة في التعامل مع المشاكل.
وعند عودته إلى الولايات المتحدة، قَبِل مَنْصِب أستاذ مُشَارِك في جامعة كاليفورنيا في بيركلي، حيث أراده رايموند ثاير بيرغ بشدة لدرجة أنه عَبَّر عن رغبته بمشاركة أوبينهايمر مع كالتيك.
وقبل بدءه في المنصب الجديد في بيركلي، شُخِّصَت إصابة أوبينهايمر بحالة خفيفة من السّل وقضى بعض الأسابيع مع أخيه فرانك في ولاية نيومكسيكو في بيت ريفي استأجره واشتراه في النهاية. وحينما سمع أن البيت كان معروضًا للإيجار هَتَف قائلًا: "هوت دوغ!"، وسمَّاها لاحقًا بِيرُّو كَالْيِنْتِيه (بالإسبانية: Perro Caliente، وتعني "هوت دوغ"). واعتاد لاحقًا أن يقول أن "الفيزياء والريف الصحراوي" هما "حُبَّاه العظيمان". وتَعَافَى من السل وعاد ليَسْتَهِل عمله في بيركلي، وهناك انقسم المختلطون به إلى مجموعتَيْن، إحداهما ترى أنه عبقري مُبْهِر ويفضل الانعزال، بينما ترى المجموعة الأخرى بأنه مُتَصِنّع مُبْتَذَل وغير مُطْمَأِن. وقَلَّد بعضُ طلابه طريقته في المشي، والخطاب، وغير ذلك من السلوكيَّات، حتى أنهم قلدوا مُيُولَه لقراءة نصوص كاملة بلغاتها الأصلية. ويقول عنه هانز بيته:
وعمل أوبينهايمر بشكل وثيق مع عالم الفيزياء التجريبية إرنست لورنس الحاصل على جائزة نوبل لاختراعه المُسَرِّع الدوراني، بالإضافة إلى زملاءه الرائدين في العمل على هذه المُسَرِّعَات، حيث كان أوبينهايمر يساعدهم في استيعاب البيانات التي كانت تُعْطِيها أَجْهِزَتُهُم في مختبر الإشعاع في بيركلي، ذلك المختبر الذي تطور ليصبح ما يُعْرَف اليوم باسم مختبر لورنس بيركلي الوطني. وفي 1936م، قامت جامعة كاليفورنيا في بيركلي بترقيته ليصبح أستاذًا مُتَفَرِّغًا يعمل بدوام كامل براتب سنوي يبلغ 3,300$ (ما يعادل $62٬000 في 2020). وفي المقابل اشْتَرَطَتْ عليه الجامعة تقليل تدريسه في معهد كالتيك، وجرى التَّوَصُّل إلى تسوية بِمُوجِبِهَا تُعْفِيه الجامعة من العمل لديها لستة أسابيع من كل عام، وهي مدة كافية لتدريس قصل دراسي واحد في كالتيك.

### الإنجازات العلمية
أجرى اوبينهايمر بحوثًا مهمة في علم الفلك النظري (خاصة فيما يتعلق بارتباطه بالنسبية العامة والنظرية النووية)، وفي الفيزياء النووية، وعلم الأطياف، ونظرية الحقل الكمٍّي بما في ذلك امتدادها في مجال الكهروديناميكية الكمّية. كما وجذبت الشَّكْلِيَّة الرياضيّة في ميكانيكا الكمّ النسبية انتباهه على الرغم من أنه شَكَّك في صِحَّتِهَا. وتنبَّأ عمله بالكثير من الاكتشافات اللاحقة، مثل النيوترون، والميزون، والنجم النيوترونيّ.
في البداية، كان اهتمامه الرئيسيّ منصبًّا على الطيف المستمر. وكانت أول ورقة بحثية ينشرها - عام 1926م - متعلقة بالنظرية الكمية الخاصة بأطياف النطاق الجزيئي (بالإنجليزية: molecular band spectra). وطوّر طريقة لإجراء الحسابات على احتمالات الانتقال بين حالاتها المختلفة. وقام بحساب احتمالية تحرُّر وانبعاث الإلكترون من ذرة الهيدروجين عند امتصاصها لفوتونات أشعة سينية تمتلك طاقة تساوي أو تفوق طاقة ارتباط إلكترون المدار الأول (الأقرب للنواة)، وبذلك يكون معامل الامتصاص عند الحَافَّة-ك. وكانت حساباته متوافقة مع نتائج رصد امتصاص الشمس للأشعة السينية، ولكنها مخالفة لامتصاص الهيليوم. بعدها أعوام، تبيّن أن الشمس تتكوَّن في معظمها من الهيدروجين (وليس الهيليوم) وأن حساباته كانت صحيحة.
قدّم أوبينهايمر مساهمات هامّة في نظرية زَخَّات الأشعة الكونية، والتي تُعْنَى بدراسة تفاعل الأشعة الكونية مع الغلاف الجوي مما يؤدي إلى تشكيل زخات من الجزيئات الثانوية (إلكترونات، بروتونات ... إلخ). كما عمل على مسألة الانبعاث الميداني للإلكتورنات. وأسهم هذا العمل في تطوير مبدأ النفق الكمومي. وفي 1931م، تشارك مع طالبه هارفي هال بكتابة ورقة بحثية بعنوان "النظرية النسبية والتأثير الكهرضوئي" (بالإنجليزية: Relativistic Theory of the Photoelectric Effect )، رفض فيها- مستندًا إلى دليل تجريبيّ - تأكيد ديراك بأن اثنين من مستويات طاقة ذرة الهيدروجين يمتلكات نفس الطاقة. وفيما بعد، أثبت طالب الدكتوراه عنده ويليس لامب بأن ذلك كان نتيجة لما أصبح يُعْرَف فيما بعد باسم انزياح لامب، والذي أخذ عنه لامب جائزة نوبل في الفيزياء لعام 1955م.
وبالتشارك مع ميلبا فيلبس أول طالبة تبدأ دراسة الدكتوراه تحت إشراف أوبينهايمر، أجرى أوبينهايمر حسابات رياضية للتنبؤ بمقدار النشاط الإشعاعي الاصطناعي الناتج عن قصف أنوية المادة بالديوتيرونات (أنوية الديوتيريومات). فحينما قَصَف إيرنيست لورينس وإيدوين ماكميلان الأنوية بالديوتيرونات وَجَدَا أن النتائج تتوافق بشكل وثيق مع تنبّؤأت النظرية التي وضعها جورج غاموف، والتي كانت تستند إلى النفق الكمومي لشرح كيف أن جُزَيْئَيْن مشحونَيْن بشحنة موجبة يمكنهما التغلب على قوة تنافر الشحنات المتماثلة بينهما حتى وإن لم يمتلكا الطاقة اللازمة لذلك، بالتالي يمكنهما الالتقاء والاندماج معًا (تفاعل اندماج نووي). ولكن عند استخدام لورينس وماكميلان لمستويات أعلى من الطاقة وأنوية أثقل، لم تتوافق النتائج مع نظرية غاموف. وفي 1935م، طَوَّر أوبينهايمر وفيليبس نظرية - عُرِفَتْ فيما بعد باسم عملية أوبينهايمر-فيلييس - تشرح تلك النتائج، حيث أنها نظرية أعقد للاندماج النووي إذ أنها تأخذ بعين الاعتبار ما لم تعتبره عنه النظرية السابقة، مثل أن غاموف اعتبر أن الأنوية ذات بناء كرويّ أملس ولكنها في الواقع ذات بناء أصعب، كما أنه أخذ بعين الاعتبار فقط قوة التنافر بين الذرات المُنْدَمِجَة مختلفة الشحنة ولم يحتسب باقي التفاعلات والقوى المؤثر العاملة بين الذرات (كالقوة النووية) والتي تؤثر على عملية الاندماج. ولا تزال عملية أوبينهايمر-فيليبس قيد الاستعمال حتى اليوم.
وفي بدايات ثلاثينات القرن العشرين، كتب أوبينهايمر ورقة بحثية تنبَّأت بشكل جوهري بوجود البوزيترون. وجاءت بعد ورقة بحثية نشرها ديراك تطرح بأن الإلكترون يمكنه امتلاك شحنة سالبة أو موجبة. وقدمت ورقة ديراك معادلة - أصبحت فيما بعد تُعْرف باسم معادلة ديراك - تُوَحِّد ميكانيكا الكم، والنسبية والخاصة، ومفهوم اللَّفْ المغزلي - الجديد وقتها - لشرح ظاهرة تأثير زيمان. وبالاستناد للمعرفة التجريبية الموجودة وقتها، رفض أوبينهايمر فكرة أن تكون الإلكترونات ذات الشحنة الموجبة التي تنبَّأ بها ديراك عبارة عن بروتونات. وناقش أنها بموجب ما طرحه ديراك يجب أن تملك نفس وزن الإلكترونات بينما تثبت التجارب أن البروتونات أثقل بكثير من الإلكترونات. بعدها بعامَيْن، اكتشف كارل ديفيد أنديرسون البوزيترون، ما أدى إلى حصوله على جائزة نوبل للفيزياء عام 1936م.
وفي أواخر ثلاثينات القرن العشرين، أصبح أوبينهايمر مهتمًّا بالفيزياء الفلكية، غالبًا بسبب صداقته مع ريتشارد تولمان، وأفضى ذلك الاهتمام إلى سلسلة من الأوراق البحثية. كانت أولها بعنوان "عن استقرار أَنْوِيَة النجوم النيوترونية" (بالإنجليزية: On the Stability of Stellar Neutron Cores) المنشورة عام 1938م، والتي كتبها بالتشارك مع روبرت سيربر، وهي تدرس خصائص الأقزام البيضاء.  وجاءت بعدها ورقة بعنوان "عن أنوية النجوم النيوترونية العملاقة" (بالإنجليزية: On Massive Neutron Cores)، كتبها بالتشارك مع أحد طلابه وهو جورج فولكوف، وتوضّح الورقة أن هناك حَدًّا - يعرف باسم حدّ تولمان-أوبينهايمر-فولكوف- لكتلة النجوم إذا تَجَاوَزَتْه فلن تبقى مستقرة كنجوم نيوترونية وستخضع لانهيار تجاذبيّ. وفي 1939م، أنتج أوبينهايمر وطالب آخر من طلابه - هارتلاند سنايدر - ورقة بحثية بعنوان "عن الانكماش المستمر للجاذبية" (بالإنجليزية: On Continued Gravitational Contraction)، وتتنبَّأ بوجود ما أصبح يعرف لاحقًا بالثقوب السوداء. تبقى هذه الأوراق البحثية الأكثر استشهادًا بين أوراقه بعد الورقة الخاصة بتقريب بورن-أوبنهايمر، وكانت عواملًا أساسية في نهضة أبحاث الفيزياء الفلكية في الولايات المتحدة في خمسينات القرن العشرين، تلك النهضة التي كانت بشكل رئيس على يد جون أرتشيبالد ويلر.
اعتُبِرَتْ أوراق أوبينهايمر صعبة الفهم حتى من قِبَل العلماء القياسيين في المواضيع التجريدية التي كان خبيرًا بها. وكان مُولَعًا باستخدام طرق رياضية أنيقة وإن كانت غاية في التعقيد لوصف المباديء الفيزيائية، ذلك بالرغم من أنه يُنْتَقَد في بعض الأحيان لارتكابه أخطاءًا رياضية يُفْتَرَض أنها بسبب العَجَلَة. "كانت فيزياؤه جيدة"، يقول طالبه سنايدر، "ولكن رياضياته مُرِيعَة".
وبعد الحرب العالمية الثانية، نشر أوبينهايمر 5 أوراق علمية فقط، إحداها كانت في الفيزياء الحيوية، ولم ينشر شيئًا بعد سنة 1950م قطّ. وعمل موري جيلمان - حاصل على جائزة نوبل فيما بعد - معه كعالم زائر في معهد الدراسات المتقدمة سنة 1951م، وقدَّم الرأي التالي عنه:

## حياته السياسية والخاصة

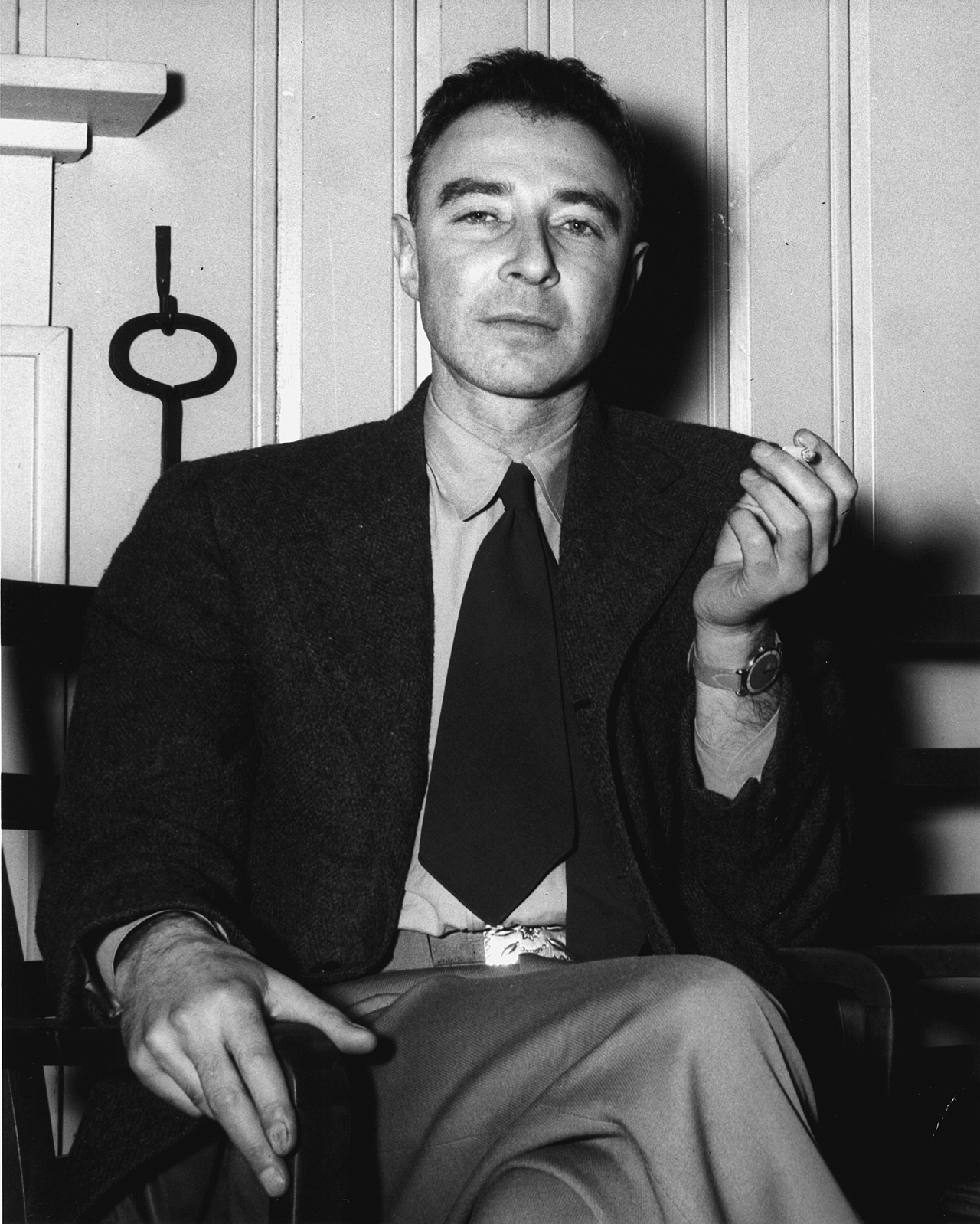
أوبينهايمر في 1946م يحمل سيجارته دائمة الظهور.

### السياسة
خلال عشرينات القرن العشرين، بقي أوبينهايمر غير مُدْرِك للقضايا العالمية. وزَعَم أنه لم يكن يقرأ الصُّحُف أو المجلات المشهورة وأنه لم يَعْلَم بانهيار وول ستريت سنة 1929م إلا حينما كان في نزهة مع إرنيست لورينس بعد 6 أشهر من الانهيار. ويذكر أنه لم يُدْلِي بصوته الانتخابي بَتَاتًا قبل انتخابات الرئاسة الأمريكية سنة 1936م. وابتداءًا من عام 1934م فصاعدًا، أصبح مهتمًّا بشكل متزايد بالسياسات والشؤون الدولية. وفي 1934م، خَصَّص 3% من راتبه السنوي -حوالي 100$ (ما يعادل 1800$ في 2020)- لمدة سَنَتَيْن لدعم الفيزيائيين الألمان للهروب من ألمانيا النازية. وخلال إضراب شاطيء الساحل الغربي في أمريكا عام 1939م، حضر هو وبعض من طلابه -من ضمنهم ميلبا فيليبس وروبرت سيربر- مظاهرة لعمال تحميل وتفريغ السُّفُن المُضْرِبِين. وحاول أوبينهايمر بشكل متكرر إيجاد مكان لسيربر في جامعة كاليفورنيا في بيركلي، ولكنه كان يُقَابل بالمَنْع من قِبَل رئيس قسم الفيزياء في بيركلي وقتها ريموند ت. بيرج الذي شَعَر بأن "يهوديًّا واحدًا في القِسْم كان كافيًا".
تُوُفِّيَتْ أم أوبينهايمر سنة 1931م، وأصبح أقرب لوالده الذي أصبح يزور أوبينهايمر بشكل دائم في كاليفورنيا بالرغم من أنه كان لا يزال يعيش في نيويورك. وحينما توفى والده سنة 1937م، ترك أملاكًا بقيمة 392,602$ (ما يعادل 7.1 مليون دولار في 2020) لتُقْسَم بين أوبينهايمر وأخيه فرانك، وكان لتلك الأملاك عائد سنوي يبلغ 10,000$ (ما يعادل 180000$ في 2020)،فكتب أوبينهايمر مباشرة وَصِيَّة يتبرع فيها بعد وفاته بحصته من الميراث إلى جامعة كاليفورنيا لتُسْتَخْدَم في تمويل طلاب الدراسات العُلْيَا.
مثل الكثير من المُثَقَّفِين في ثلاثينات القرن العشرين، دَعَم أوبينهايمر إصلاحات اجتماعية صُنِّفَت لاحقًا كأفكار شيوعية. وتبرَّع لصالح العديد من القضايا التي اعْتُبِرَت ذات توجه يَسَارِيّ خلال الحقبة المكارثية. كانت مُعْظَم أفعاله التي زُعِم بأنها أفعال متطرفة وانشقاقية عبارة عن استضافة لقاءات جمع التبرعات لدعم الحكومة الجمهورية الإسبانية اليسارية في حربها الأهلية ضد القوميين الفاشيين وغيرها من النشاطات المعادية للفاشية. ولم ينضمّ البَتَّة بشكل عَلَنِيّ إلى الحزب الشيوعي الأمريكي، ذلك بالرغم من أنه قَدَّم المال لصالح قضايا يسارية عبر مَعَارِفٍ له يُزْعَم بأنهم أعضاء في الحزب.
وعندما انضمّ إلى مشروع مانهاتن سنة 1942م، كتب أوبينهايمر في الاستبيان الأمني الخاص به أنه كان "عضوًا في جميع أَذْرِعَة الحزب الشيوعي في الساحل الغربي تقريبًا". وبعد ذلك بِسَنَوَات، زَعَم أنه لا يتذكر بأنه قال وذلك، وأن ذلك التصريح ليس بصحيح، وأنه إن قال أي شيء يتماشى أو يشبه تلك العبارات، فلم يكن ذلك سوى "مُبَالَغَة نصف مَرِحَة". وكان مشتركًا بصحيفة عالم الناس، وهي إحدى أجهزة الحزب الشيوعي، وشهد في 1954م أنه "كان مُرْتَبِطًا بالحركة الشيوعية". ومن 1937م حتى 1942م، كان أوبينهايمر عضوًا بما سمَّاه "مجموعة نقاش" في جامعة كاليفورنيا في بيركلي، وعُرِف فيما بعد من خلال عُضْوَيْن زميلين لأوبينهايمر في تلك المجموعة هما هاكون شوفالييه وغوردون غريفيثز بأنها كانت وِحْدَة "مُغْلَقَة" (سرية) للحزب الشيوعي في كلية بيركلي.
وفَتَح مكتب التحقيقات الفيدرالي ملفًّا لأوبينهايمر في مارس 1941م للتحقيق في نشاطاته. وسجل مكتب التحقيقات أنه حضر اجتماعًا في 20 ديسمبر 1940م في منزل شوفالييه، ذلك الاجتماع حضره أيضًا أمين الحزب الشيوعي في ولاية كاليفورنيا، ويليام شنايدرمان، وكذلك أمين صندوقه آيزاك فولكوف. ولاحظ مكتب التحقيقات الفيديرالي أن أوبينهايمر كان في اللجنة التنفيذية للاتحاد الأمريكي للحريات المدنية الذي يُعْتَبَر ذراعًا للحزب الشيوعي. بعدها بفترة قصيرة، أضاف مكتب التحقيقات اسم أوبينهايمر إلى قائمة الاحتجاز التَّحَفُّظي، وذلك يعني اعتقاله عند إعلان حالة طواريء وطنية.
كان العديد من أقرب الناس لأوبينهايمر ناشطين في الحزب الشيوعي في ثلاثينات وأربعينات القرن العشرين، بِمَن فيهم أخوه فرانك، وجاكي زوجة فرانك، وكيتي، وتاتلوك، وماري إلين وُوشبيرن مَالِكَة المكان الذي كان يسأجره، وعدد من طلاب الدراسات العليا تحت إشرافه في جامعة بيركلي. وكانت مسألة إن كان أوبينهايمر عضوًا في الحزب أم لا موضوعًا جَدَلِيًّا. اتَّفَق معظم المؤرخين على أنه كان يمتلك آراءًا يسارية قوية خلال هذا الوقت وتَعَامَل مع أعضاءٍ من الحزب، ولكن اختلف المؤرخون ما إن كان عضوًا رسميًّا فيه. في جلسات الاستماع المتعلقة بتصريحه الأمني في 1954م، أَنْكَر أوبينهايمر كُوْنَه عضوًا في الحزب الشيوعي وقال إنه رفيق سفر، وعَرَّف أوبينهايمر رفيق السفر بأنه شخص يوافق على الكثير من الأهداف الشيوعية ولكنه لا يريد الاتباع الأعمى لأوامر أي جهة تابعة للحزب الشيوعي.

### العلاقات والأبناء
في عام 1936م، انْخَرَط أوبينهايمر في علاقة مع جين تَاتْلوك، ابنة أستاذ في جامعة كاليفورنيا في بيركلي وطالبة في كلية الطب بجامعة ستانفورد. وكانت لديهما وجهات نظر سياسية مُتَمَاثِلَة؛ فكانت تاتلوك تَكْتُب في العَامِل الغَرْبِي، وهي صحيفة تابعة للحزب الشيوعي الأمريكي. وفي سنة 1939م، وبعد علاقة عاصِفَة بالمشاكل بين الاثنين، تَرَكَتْ تاتلوك أوبينهايمر. وفي أغسطس من تلك السنة، التقى أوبينهايمر بكاثرين ("كيتي") بيونينغ، طالبة ذات أفكار سياسية ثائرة في جامعة بيركلي وعضوة سابقة في الحزب الشيوعي. استمر زواج كيتي الأول عدة أشهر فقط. أما زاوجها الثاني، فكان زواجًا عُرْفِيًّا من جو داليت العضو الفاعل في الحزب الشيوعي، وانتهى زواجهما بِمَقْتَل داليت في الحرب الأهلية الإسبانية.
وعادت كيتي من أوروبا إلى الولايات المتحدة حيث حَصَلَتْ على درجة البكالوريوس في علم النبات من جامعة بنسيلفانيا. وفي 1938م، تزوجت من ريتشارد هاريسون، طبيب وباحث في المجال الطبي كذلك، وفي يونيو 1939م انتقلت معه إلى باسادينا في ولاية كاليفورنيا، وهناك أصبح ريتشارد رئيس قسم الأشعَّة في مستشفى محلي والتحقت كيتي بجامعة كاليفورنيا في لوس أنجيلوس كطالبة دراسات عليا. وهناك الْتَقَتْ بأوبينهايمر في إحدى الحفلات التي حضرتها مع زوجها في أغسطس من نفس العام، ثم بدأت بعد ذلك علاقة غرامية معه، وفي صيف سنة 1940م، مَكَثَتْ مع أوبينهايمر في منزله الريفي في ولاية نيومكسيكو. وعندما اكتشفت بأنها حامل منه، طلبت من هاريسون الطلاق الذي وافق عليه. وفي 1 نوفمبر 1940م، حَصَلَتْ على طلاق سريع في مدينة رينو في ولاية نيفادا، وتزوجت أوبينهايمر.
كان أول مولود لهما هو بيتر الذي وُلِد في مايو 1941م، وكانت كاثرين ("توني") هي ثاني أبناءهما، وقد ولدت في لوس ألاموس في ولاية نيومكسيكو بتاريخ 7 ديسمبر 1944م. وخلال زواجه من كيتي، أعاد أوبينهايمر علاقته مع تاتلوك. ولاحقًا، شَكَّل استمرار تَوَاصُله مع تاتلوك مشكلةً له في جلسات الاستماع الخاصة بتصريحه الأمني وذلك بسبب ارتباطات تاتلوك الشيوعية.
وخلال تطوير القنبلة النووية، كان مكتب التحقيقات الفيديرالي وكذلك الجهاز الأمني الداخلي لمشروع مانهاتن يُحَقِّقَان في ارتباطات أوبينهايمر اليسارية في الماضي. وقد لاحقه أفراد أمنٍ عسكريون خلال رحلة ذهب فيها إلى ولاية كاليفورنيا في يونيو 1943م لزيارة تاتلوك التي كانت تعاني الاكتئاب. وقضى أوبينهايمر تلك الليلة في شَقَّتِهَا. وقتَلَت تاتلوك نَفْسَهَا بتاريخ 4 يناير 1944م تاركةً أوبينهايمر في حالة حَسْرَة عميقة.
في منشأة لوس ألاموس، بدأ أوبينهايمر علاقة غرامية مع روث تولمان، أَخِصَّائيَّة نفسية وزوجة صديقه ريتشارد تولمان. وانْتَهَت تلك العلاقة بعدما غادر أوبينهايمر منشأة لوس ألاموس وعاد إلى شرق الولايات المتحدة ليصبح مُدِيرًا لمعهد الدراسات المتقدمة، ولكن بعد وفاة ريتشارد في أغسطس 1948م، أَعَادَا الاتصال معًا وصارا يَلْتَقِيَان بين الحين والآخر حتى وفاة روث في 1957م. نَجَتْ القليل من الرسائل التي دارت بينهما، ولكنها كانت كافية لتُظْهِر أنهما امتلكا علاقة وثيقة وعاطفية حيث كان يشير لها بتعبير "حٌبِّي".

### الروحانية
كان لأوبينهايمر اهتمامات مُتَبَاعِدَة شَتَّتَتْ في بعض الأحيان تركيزه على العلم. فقد أحبّ الأشياء بالغة الصعوبة، وبما أن الكثير من العمل العِلْمِيّ بَدَا سهلًا بالنسبة له، أصبح مُهْتَمًّا بالمواضيع الروحانية والغامضة. وبعد مغادرة هارفارد، بدأ بالاطِّلَاع على النصوص الهندوسية الكلاسيكية من خلال نُسَخِهَا المترجمة إلى الإنجليزية. وكان أيضًا مهتمًّا بتعلُّم اللغات فتعلَّم السنسكريتية، وذلك على يد آرثر رايدر في جامعة كاليفورنيا في بيركلي عام 1933م. وفي نهاية المطاف قرأ أعمالًا أدبية مثل البهاغافاد غيتا والميغادوتا بالسنسكريتية الأصلية، وتَفَكَّر وتأمل فيما قرأه بشكل عميق. وذكر لاحقًا أن الغيتا كان أحد الكتب التي شَكَّلَتْ فلسفته في الحياة. وكتب لأخيه مرة يقول له بأن الغيتا كان "سهلًا جدًّا ومُذْهِلًا للغاية"، كما وصفه بأنه "الأغنية الفلسفية الأجمل في أي لغة معروفة"، وهنا يقصد بأن الكتاب سيبقى الأغنية الفلسفية الأجمل بغض النظر عن اللغة التي كُتِب بها. وأعطى لاحقًا نُسَخًا من الكتاب كهدايا لأصدقاءه وأبقى لنفسه نسخة شخصية مُهْتَرِئَة في رَفّ الكتب المجاور لِمَكْتَبِه. ولَقَّب سيارته باسم جارودا، وهو الطائر الذي كان يركبه الإله الهندوسي فيشنو.
لم يصبح أوبينهايمر يومًا هندوسيًّا بالمعنى التقليدي؛ فلم يشارك في أي معبد أو صلاة ولم يعبد أيًّا من الآلهة الهندوسية. ولكنه كان "فعلًا مَأخُوذ بالسحر الجذاب والحِكْمَة العامة في البهاغافاد-غيتا" كما قال أخوه. ويُعْتَقَد بأن اهتمام أوبينهايمر بالفِكْر الهندوسي بدأ خلال تعاملاته السابقة مع نيلز بور. حيث كان أوبينهايمر وبور شَدِيدَا التحليل والنقد لقصص الأساطير الهندوسية القديمة والغَيْبِيَّات (الميتافيزيقا) المُضَمَّنَة فيها. وبينما كان يتحدث عن أدب اليونان القديمة في حديث له مع ديفيد هوكينز قبل الحرب، قال أوبينهايمر: "لقد قرأت للإغريق؛ وأَجِد أن الهندوسية أَعْمَق".
أيزيدور إسحق رابي صديق أوبينهايمر المُقَرَّب وزميله الذي رآه خلال سنين خدمته في بيركلي ولوس ألاموس وبرينستون يَتَعَجَّب "لماذا الرجال الذين يمتلكون مواهب أوبينهايمر لا يكتشفون كل شيء يستحق الاكتشاف"، ويعبر عن رأيه قائلًا:
وعلى الرغم من ذلك، أشار مُرَاقِبُون كالفيزيائي لويس ألفاريز بأن أوبينهايمر لو عاش كفاية ليشهد إثبات تَنَبُّؤَاتِه بالأدلة التجريبية، لَكَان من الممكن أن يحصل على جائزة نوبل عن عمله على الانهيار التَّجَاذُبِيّ المتعلق بالنجوم النيوترونية والثقوب السوداء. في الوقت الحاضر، يعتبر بعض الفيزيائيين والمؤرخين بأن هذا هو أهم إسهام علمي لأوبينهايمر، بالرغم من أن ذلك العمل لم يُقْنِع العلماء الآخرين خلال فترة حياته. وسأل الفيزيائي والمؤرخ أبراهام بايز ذات مرة أوبينهايمر عن أكثر مساهماته العلمية أهميةً برأيه؛ فأشار أوبينهاير إلى عمله على الإلكترونات والبوزيترونات، وليس إلى عمله على الانكماش التَّجَاذُبِيّ. ترشَّح أوبينهاير لجائزة نوبل في الفيزياء ثلاث مرات، في 1946م، و1951م، و1967م، ولكنه لم يفز بأيٍّ منها.

## مشروع مانهاتن

### لوس ألاموس

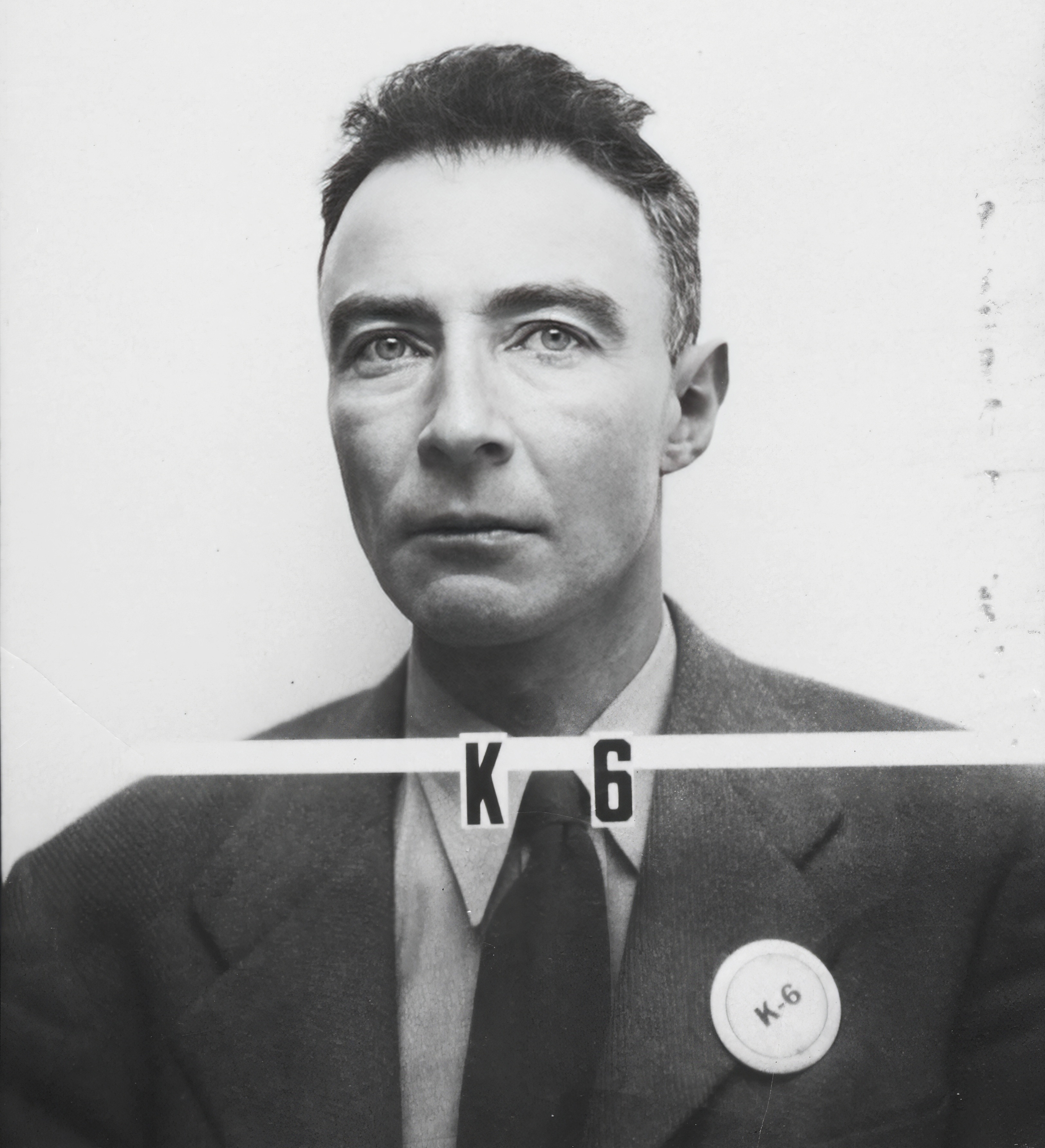
الصورة الشخصية لأوبينهايمر من منشأة لوس ألاموس.

بتاريخ 9 أكتوبر 1941م، قبل شَهْرَيْن من دخول الولايات المتحدة في الحرب العالمية الثانية، صادق الرئيس فرانكلين ديلانو روزفلت على برنامج مُسْتَعَجل لتطوير القنبلة الذرية. وكان إرنست لورنس هو من أحضر أوبينهايمر إلى البرنامج 21 أكتوبر. وفي 18 مايو 1942م، طلب رئيس لجنة بحوث الدفاع الوطني جيمس كونانت - الذي كان أستاذًا لأوبينهايمر في هارفارد - منه استلام مهمة إجراء الدراسات على النيوترون السريع، وهي مهمة انْكَبَّ أوبينهايمر على تأديتها. وتقلَّد أوبينهايمر لقب "مُنَسِّق التَّمَزُّق السريع"، وذلك يشير بالتحديد إلى انتشار النيوترونات وتضاعف أعدادها وشَطْرِهَا لذرات المادة المكوِّنَة لقلب القنبلة الذرية في تفاعل متسلسل سريع يؤدي إلى تمزُّق قلب القنبلة. وكان أحد أول الإجراءات التي قام بها إقامة برنامج بحثيّ صيفي في بيركلي. وكان المشاركون فيه مزيجًا من الفيزيائيين الأوروبيين ومجموعة من طلابه الذين عملوا جاهدين لمعرفة ما يجب فعله وكيفية تنظيم العمل عليه لصناعة القنبلة، ضمت المجموعة روبرت سيربر، وإميل كونوبينسكي، وفليكس بلوخ، وهانز بيته، وإدوارد تيلر.
في يونيو 1942م، أسَّس الجيش الأمريكي دائرة مانهاتن الهندسية لتتولى المهام الخاصة بالجيش في مشروع تصنيع القنبلة الذرية، وهو ما بدأ عملية نقْل المسؤولية من مكتب البحث العلمي والتطوير إلى الجيش. وفي سيتمبر، عُيِّن العميد ليزلي ر. غروفز جونيور مديرًا لما أصبح يُعْرَف باسم مشروع مانهاتن (مشروع تطوير القنبلة الذرية). وبحلول 12 أكتوبر 1942م، قرَّر غروفز وأوبينهايمر تأسيس منشأة بحثية سرية في مكان بعيد لغايات الحفاظ على السِّرِّيَّة وتحسين تواصل أفراد فريق العمل.
غروفز اختار أوبينهايمر ليرأس منشأة الأسلحة السرية التابعة لمشروع مانهاتن، بالرغم من أن تاريخ التعيين غير معروف بدقة. وفاجأ ذلك القرار الكثيرين لأن أوبينهايمر كانت له آراء سياسية يسارية ولم تكن لديه تجارب سابقة في إدارة المشاريع الضخمة. سَاوَر القلق غروفز بأن أوبينهايمر لن يحظى باحترام العلماء الآخرين العاملين معه لأنه لم يحصل على جائزة نوبل، ولكنه تفاجأ بإلمام أوبينهايمر بالجوانب العَمَلِيَّة للمشروع وبمعرفته الواسعة. وأدرك غروفز -باعتباره مهندسًا عسكريًّا- أن ذلك غاية في الأهمية بالنسبة لمشروع متعدد التخصصات يمكن أن لا يقتصر على الفيزياء فقط بل يمكن أن يضم أيضًا الكيمياء، وعلم الفلزات، والمتفجرات، والهندسة. كما رصد غروفز في أوبينهايمر ما لم يرصده الكثيرون غيره وهو "الطموح المَبَالَغ فيه"، ذلك الطموح الذي اعتقد غروفز أنه سيوفر الدافع الضروري لقيادة المشروع نحو نهاية ناجحة. وبالرغم من أنه لم يغفل عن ارتباطات أوبينهايمر الشيوعية في الماضي، ولكن في 20 يوليو 1943م أصدر غروفز أَمْرًا بأن يحصل أوبينهايمر على تصريح أمني "بدون تأخير بغض النظر عن المعلومات التي تملكونها عن السيد أوبينهايمر. إنه ذو أهمية جوهرية للمشروع". واعتبر أيزيدور إسحق رابي أن تعيين أوبينهايمر كان "بالفعل حركة عبقرية من جانب الجنرال غروفز الذي لم يكن يُعْتَبَر عبقريًّا في العموم".
فَضَّل أوبينهايمر إقامة المنشأة البحثية في ولاية نيومكسيكو، ليس بعيدًا عن منزله الريفيّ. وفي 16 نوفمبر 1942م، أخذ جولة مع غروفز وآخرين في موقع مُقْتَرَح. ولكن أوبينهايمر انتابه الخوف حيال أن المرتفعات شديدة الانحدار التي تُطَوِّق ذلك الموقع قد تعطي شعورًا برُهَاب الأماكن الضيقة، وكان قلقًا أيضًا حيال وقوع فيضان محتمل. فاقترح بعدها موقعًا يعرفه جيدًا بنفسه: هُضَيْبَة مٌسْتًوٍيَة بالقرب من سانتا فيه في ولاية نيومكسيكو والتي كانت موقعًا تابعًا لمدرسة أولاد خاصة، مدرسة لوس ألاموس الريفية. قَلِق المهندسون حيال رداءة طريق الوصول وحيال إمداد الماء، ولكن بخلاف ذلك بَدَا المكان مثاليًّا. وبُنِيَت منشأة لوس ألاموس في موقع المدرسة، واسْتَحْوَذُوا على بعض المباني التابعة لها، بينما بُنِيَت الكثير من المباني الجديدة بعجلة كبيرة. وفي تلك المنشأة، جمع أوبينهايمر مجموعة من كبار الفيزيائيين في ذلك الوقت، وأطلق عليهم لقب "النجوم".
في باديء الأمر، كان من المفترض أن تكون لوس ألاموس منشأة عسكرية، وأن يَنْضَمّ أوبينهايمر والباحثون الآخرون إلى الجيش. وذهب أوبينهايمر بعيدًا في ذلك إلى حد أنه أوصى على بدلة عسكرية لرتبة كولونيل وخضع لاختبار الجيش الطبي الذي فشل فيه. حيث اعتبر الأطباء أنه يعاني نقص الوزن البالغ 128 باوند (58 كغم)، وشَخَّصُوا سَعْلَتَه المُزْمِنَة على أنها سُلّ، وساورهم القلق حول الألم المزمن الذي يعاني منه في المَفصِل القَطَنِيّ العَجُزِيّ. وأُلْغِيَت خطة انضمام العلماء إلى الجيش حينما رفض رابي وروبرت باشر الفكرة بشكل مفاجيء. وخرج كونانت، وغروفز، وأوبينهايمر بحل وسيط تُدِير فيه جامعة كاليفورنيا المنشأة بِمُوجِب عقد مع وزراة الحربية الأمريكية. واتَّضح بعد وقت قصير أن أوبينهايمر قدَّر حجم المشروع بشكل أقل بكثير مما غَدَا عليه، حيث ارتفع عدد الناس في لوس ألاموس من بضع مئات في 1943م إلى أكثر من 6,000 في 1945م.
واجه أوبينهايمر في البداية صعوبة في تنظيم مجموعات العمل الكبيرة ولكنه سرعان ما تعلَّم فن الإدارة واسعة النطاق بعد حصوله على سَكَن دائم في لوس ألاموس. وقد لُوحِظ إتقانه لجميع الشؤون العلمية للمشروع ولوحظ أيَضًا مجهوده في السيطرة على الصراعات الثقافية التي كان لا مفر منها بين العلماء والجيش. وكتب فيكتور فايسكوبف:

### تصميم القنبلة

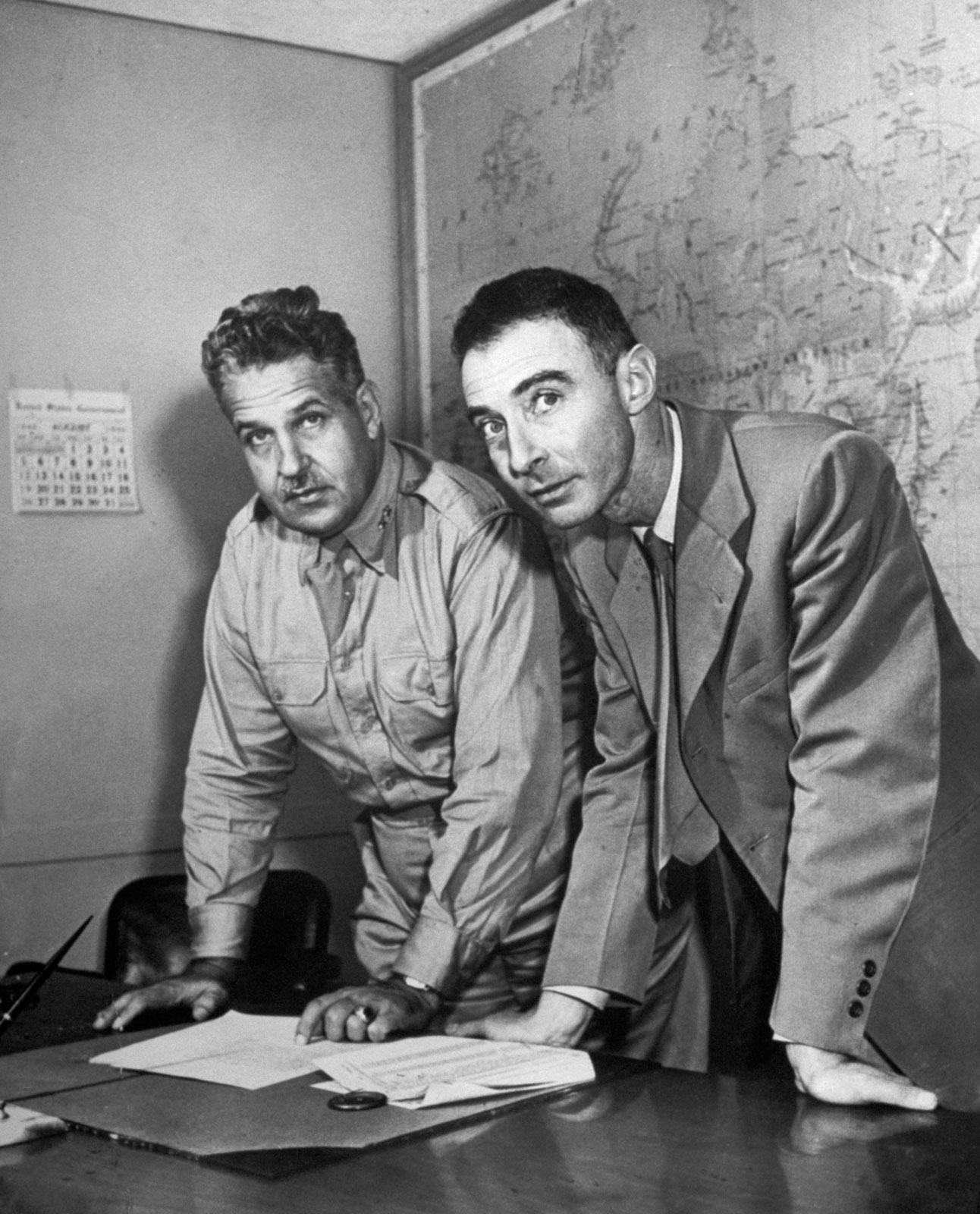
ليزلي غروفز القائد العسكري لمشروع مانهاتن مع أوبينهايمر عام 1942م.

عند هذه النقطة من الحرب كان هناك قلق كبير بين العلماء بأن برنامج التَّسَلُّح النووي الألماني كان يتقدم بشكل أسرع من مشروع مانهاتن (مشروع التسلح النووي الأمريكي). وفي رسالة مُؤَرَّخَة بتاريخ 25 مايو 1943م، ردّ أوبينهايمر على اقتراح قدمه إنريكو فيرمي بِتَسْمِيم إمدادات الطعام الألمانية باستخدام المواد المشعة بدلًا من استخدامها في تطوير قنبلة نووية قد يسبقهم إليها الألمان، فكان رد أوبينهايمر بأن يسأله إن كان يستطيع إنتاج كمية كافية من السترونتيوم دون تعريف عدد أكثر من اللازم من الناس بهذه الخطة السرية، ويستكمل أوبينهايمر: "أعتقد أننا يجب أن لا نجرب الخطة إلا إن استطعنا تَسْمِيم طعام كافٍ لقتل نصف مليون رجل".

مقارنة آلية تكوين الكتلة فوق الحرجة بين سلاح الانشطار المدفعي (في الأعلى) وسلاح الانبجار (في الأسفل).

وفي 1943م، كانت الجهود التطويرية مُنْصَبَّة على بناء سلاح انشطار من النوع المِدْفَعِيّ يستخدم البلوتونيوم كمادة انشطارية، كان اسم السلاح "الرجل النحيف". اُجْرِيَت البحوث الأولية على خصائص البلوتونيوم باستخدام البلوتونيوم-239 المُصَنَّع باستخدام المُسَرِّع الدوراني، وهو يمتلك درجة عالية من النقاء ولكنه يمكن أن يُصَنَّع بكميات ضئيلة فقط بتلك الطريقة. وحينما وصلت أول عينة من البلوتونيوم إلى لوس ألاموس من مُفَاعِل جرافيت X-10 النووي في إبريل 1944م ظَهَرَت مشكلة: كان العلماء مُدْرِكُون أن البلوتونيوم-239 الناتج من المفاعل لن يكون بنفس نَقَاء البلوتونيوم-239 الذي أُنْتِج باستخدام المسرع الدوراني، بالتالي سيحتوي البلوتونيوم على شوائب من نظار أخرى، ولكنهم اكتشفوا أن البلوتونيوم المُوَلَّد في المفاعل يحتوي على نسبة من النظير بلوتونيوم-240 أعلى من النسبة المُفْتَرَضَة، ويجب العلم أن السلاح النووي المدفعي يقوم على تكوين الكتلة الحرجة عند تفجير القنبلة، والكتلة الحرجة هي الكمية الدنيا اللازمة من المادة الانشطارية لاستدامة التفاعل المُتَسَلْسِل الذي يحدث عند قَصْفِها بنيوترونات تؤدي إلى شَطْر (قَسْم)الذرات التي تُصْدِر بدورها نيوترونات أخرى تشطر ذرات أخرى، وعند الكتلة الحرجة تحافظ المادة بنفسها على الانقسام المتسلسل دون الحاجة للمزيد من النيوترونات المقذوفة من الخارج أي أن كل عملية انشطار تٌنْتِج ما معدله (1) نيوترون يؤدي إلى انشطار ذرة أخرى بدلًا من خروجه من المادة أو امتصاص طاقته من الذرات دون انشطارها، أما إن كانت المادة تملك كتلةً تحت الحرجة، فإن هذا يعني أن النيوترونات المقذوفة على المادة المشعة لن تستطيع المحافظة على أعدادها وستنخفض بمعدل سريع جدًّا ومُتَضَاعِف باستمرار مما يعني انتهاء التفاعل المتسلسل لأن كل عملية انشطار تنتج ما معدله أقل من (1) نيوترون سيذهب ليحدث انشطارًا آخر، أما في حالة الكتلة فوق الحرجة، فإن النيوترونات ستؤدي إلى انقسامات مستمرة وكذلك ذات معدل يتضاعَف باستمرار، وهذه هي الكتلة المطلوبة في السلاح الانشطاري كي تُحْدِث انفجارًا كبيرًا، ولكن بداخل السلاح لا تُبْنَى الكتلة فوق الحرجة منذ التصنيع بل تَتَكوَّن عند الانفجار، وذلك لعدة أسباب منها السلامة، حيث أنه عند تكوين الكتلة الحرجة يمكن لأي دفعة من النيوترونات الداخلة إلى المادة الانشطارية أن تولد تفاعلًا متسلسلًا في غير أوانه وخاصة النيوترونات القادمة من المادة الانشطارية نفسها، إذ أن النظائر الانشطارية المستعملة في الأسلحة النووية تملك خاصية الانشطار التلقائي بمعدلات مختلفة حسب النظير، أي أن ذرات النظائر تنقسم في وقت ما بشكل تلقائي أي بدون أن تُصْدَم بأي جسيمات أخرى وينتج عن ذلك التفاعل نيوترونات تذهب لتحدث انشطارًا في ذرات أخرى، ما يعني حدوث تفاعل متسلسل بالتالي انفجارًا في غير أوانه ومكانه وخسارة للمادة المشعة باهظة الثمن، وهذا ما يُتَدَارَك إن كانت المادة تملك كتلة تحت حرجة، ففي السلاح النووي المِدْفَعِيّ، تُقْسَم الكتلة فوق الحرجة إلى كُتْلَتَيْن من فئة تحت الحرجة تُوضَعَان في نهايتَيْ ماسورة (كل هذا داخل القذيفة النووية)، تكون إحداهما على شكل أسطوانة مُجَوَّفَة (مُفْرَغَة من الداخل)، أما الأخرى فعلى شكل أسطوانيّ مُصْمَت أصغر يمكنه أن يملأ فراغ الأسطوانة الأكبر، وعند التفجير تُطْلَق الأسطوانة الكبيرة نحو الصغيرة لِتَدْخُلَا ببعضهما البعض بالتالي تندمجان معًا مَشَكِّلَتَيْن كتلة فوق حرجة فَينطلق نيوترون إما من مصدر خارجي أو من الانشطار التلقائي لذرات المادة مؤديًا لإطلاق التفاعل المتسلسل، ويجب مراعاة إطلاق الاسطوانة الكبيرة بقوة كبيرة عبر ماسورة بطول مناسب لجعلها تصل إلى أعلى تسارع بحيث يحصل اندماج الاسطوانتين في أقصر مدة زمنية حيث أن العلماء يحددون الكتلة فوق الحرجة اللازمة لإحداث انفجار بقوة معينة، ولكن أثناء اندماج الاسطوانين ببعضهما تتكون كتلة حرجة قبل اكتمال الاندماج، ما يعني أن النيوترونات الحرة يمكنها أن تؤدي إلى تفاعل متسلسل في الجُزْئِيَّة المُنْدَمِجَة من الاسطوانتين، فتنفجر تلك الجزئية وحدها مؤدية لانفجار أقل من المطلوب خاصة أن التفاعل المتسلسل أسرع بكثير من حركة الأسطوانة أي لا يمكن أن يتم الاندماج إذا بدأ التفاعل، وهذه النيوترونات تأتي من الانشطار التلقائي للنظائر، بالتالي يجب أخذ معدل الانشطار التلقائي للنظير المُسْتَعْمَل بعين الاعتبار، وهنا يجب أن نعلم أن معدل الانشطار التلقائي للبلوتونيوم-239 قليل نسبيًّا، ولكن شوائب البلوتونيوم-240 تجعلها أعلى بكثير مما جعل ذلك البلوتونيوم القادم من المفاعل غير ملائم للاستخدام في السلاح النووي المدفعيّ.
وفي يوليو 1944م، تَخَلَّى أوبينهايمر عن تصميم السلاح النووي المدفعي لصالح سلاح الانبجار (الانبجار هو الانفجار نحو الداخل)، في هذا السلاح تكون هناك كُرَة من المادة الانشطارية بكتلة تحت حرجة محاطة بكرة أخرى من العدسات الانْفِجَارِيَّة الكيميائية التي تقوم بالانفجار نحو الداخل (الانبجار) مما يؤدي إلى انضغاط المادة الانشطارية وجعلها أصغر حجمًا بالتالي زيادة كثافتها مما يحولها إلى كتلة حرجة، حيث أن الكتلة الحرجة تقل بازدياد كثافة المادة. وعلى عكس السلاح المدفعيّ، فالمادة الانشطارية هنا لا تتحرك مسافة طويلة، بالتالي تتكون الكتلة فوق الحرجة بوقت أقل بكثير مما يسمح باستخدام ذلك البلوتونيوم ذو الشوائب الذي يمتلك معدل انشطار تلقائي عالٍ. وفي أغسطس 1944م، طَبَّق أوبينهايمر إعادة تنظيم شاملة في منشأة لوس ألاموس للتركيز على تطوير سلاح الانبجار. وجعل مجموعة عمل واحدة فقط تعمل على تطوير سلاح مدفعي بتصميم أبسط يجب عليه فقط التعامل مع نظير اليورانيوم-235 كمادة انشطارية، حيث يُعْتَبَر تصنيعه أسهل ويخرج بدرجة نقاء أعلى من البلوتونيوم أي أن المادة يكون فيها نسبة أقل من النظائر التي من الممكن أن تُخَرِّب العملية. وأنتجت مجموعة العمل هذه ما أصبح يُعْرَف باسم الولد الصغير في فبراير 1945م. وبعد مجهود بَحْثِيّ هائل، وُضِعَتْ الصيغة النهائية للتصميم الأعقد لسلاح الانبجار -المعروف باسم "أداة كريستي" تَيَمُّنًا بروبرت كريستي طالب آخر لأوبينهايمر- في اجتماع دار في مكتب أوبينهايمر بتاريخ 28 فبراير 1945م.
وفي مايو 1945م، تَشكَّلَتْ لجنة مؤقتة لإسداء المشورة وتقديم التقارير الخاصة بسياسات فترة الحرب وما بعد الحرب فيما يتعلق باستخدام الطاقة النووية. وأَسَّسَتْ اللجنة المؤقتة فريق خبراء عِلْمِيّ يتكون من أوبينهايمر وآرثر كومبتون وفيرمي ولورينس لتقديم المشورة في المسائل العلمية. وفي العرض التقديمي الذي قدمه هذا الفريق أمام اللَّجنة المؤقتة، قدَّم الفريق رأيه ليس فقط في الآثار المادية المُحْتَمَلَة للقنبلة الذرية وحَسْب بل وأيضًا في تأثيراتها العسكرية والسياسية المحتملة. وتَضَمَّن ذلك آراءًا في مسائل حساسة مثل إن كان يجب إخطار الاتحاد السوفييتي بالسلاح قبل استخدامه ضد اليابان.

### ترينيتي

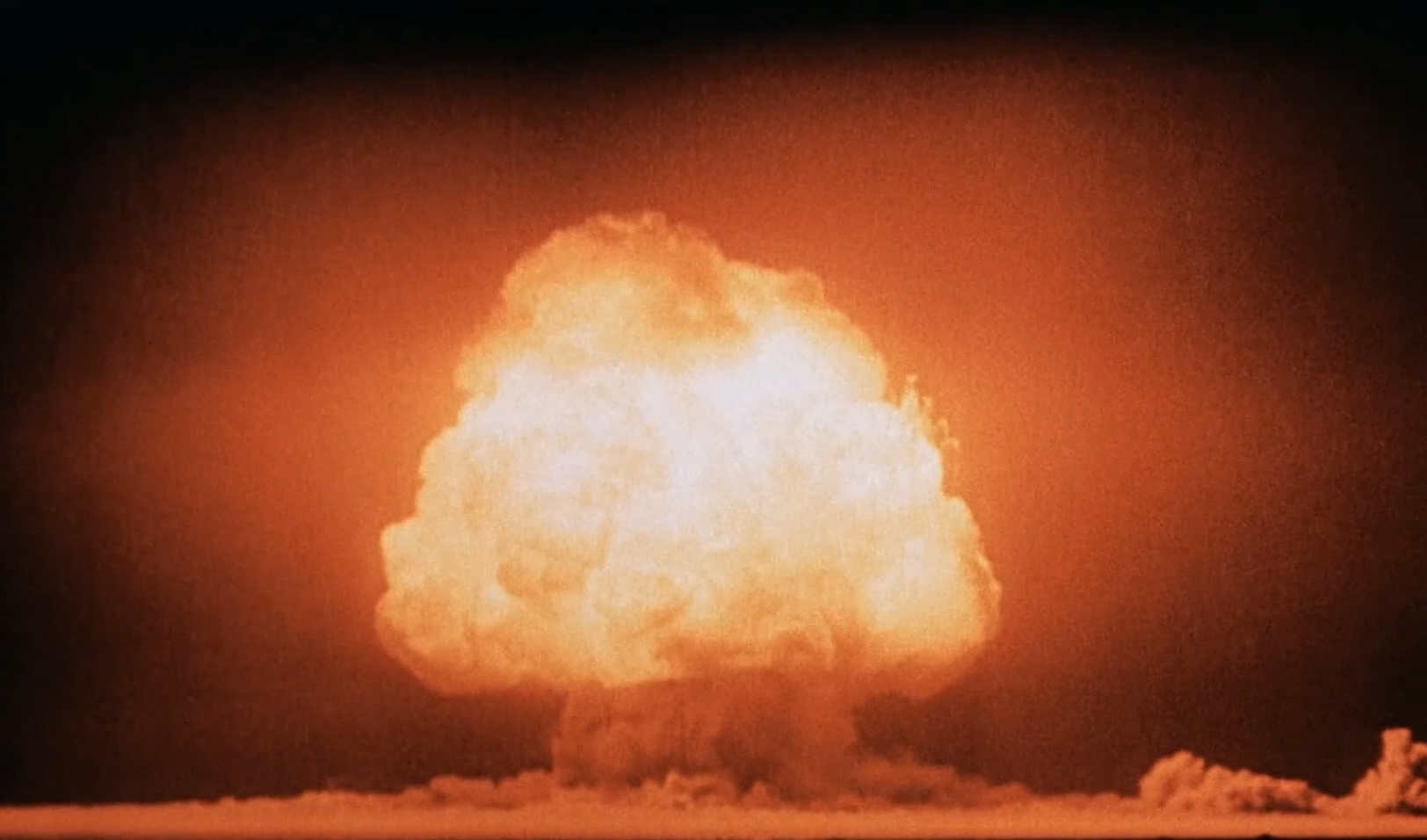
كان اختبار ترينيتي أول تفجير لسلاح نووي على الإطلاق.

في ساعات الصباح المبكرة من يوم 16 يوليو 1945م، وبالقُرْب من مدينة ألاموغوردو في ولاية نيومكسيكو، بلغ العمل في لوس ألاموس أَوْجَه باختبار أول سلاح نووي في العالم. وأطلق أوبينهايمر الاسم الرمزي "ترينيتي" على موقع الاختبار في منتصف سنة 1944م، وكان قد استوحاه من السونيتات المقدسة لجون دون، وكان أوبينهايمر قد تعرف على أعمال دون في الثلاثينات على يد عشيقته جِين تَاتْلُوك التي قَتَلَتْ نفسها في يناير 1944م.
ويذكر العميد توماس فاريل الذي كان متواجدًا مع أوبينهايمر في موقع المراقبة والتحكم المُحَصَّن:
وتذكر فرانك أخو أبينهايمر كلمات أوبينهايمر الأولى بعد التفجير: "أعتقد أنها اشتغلت".

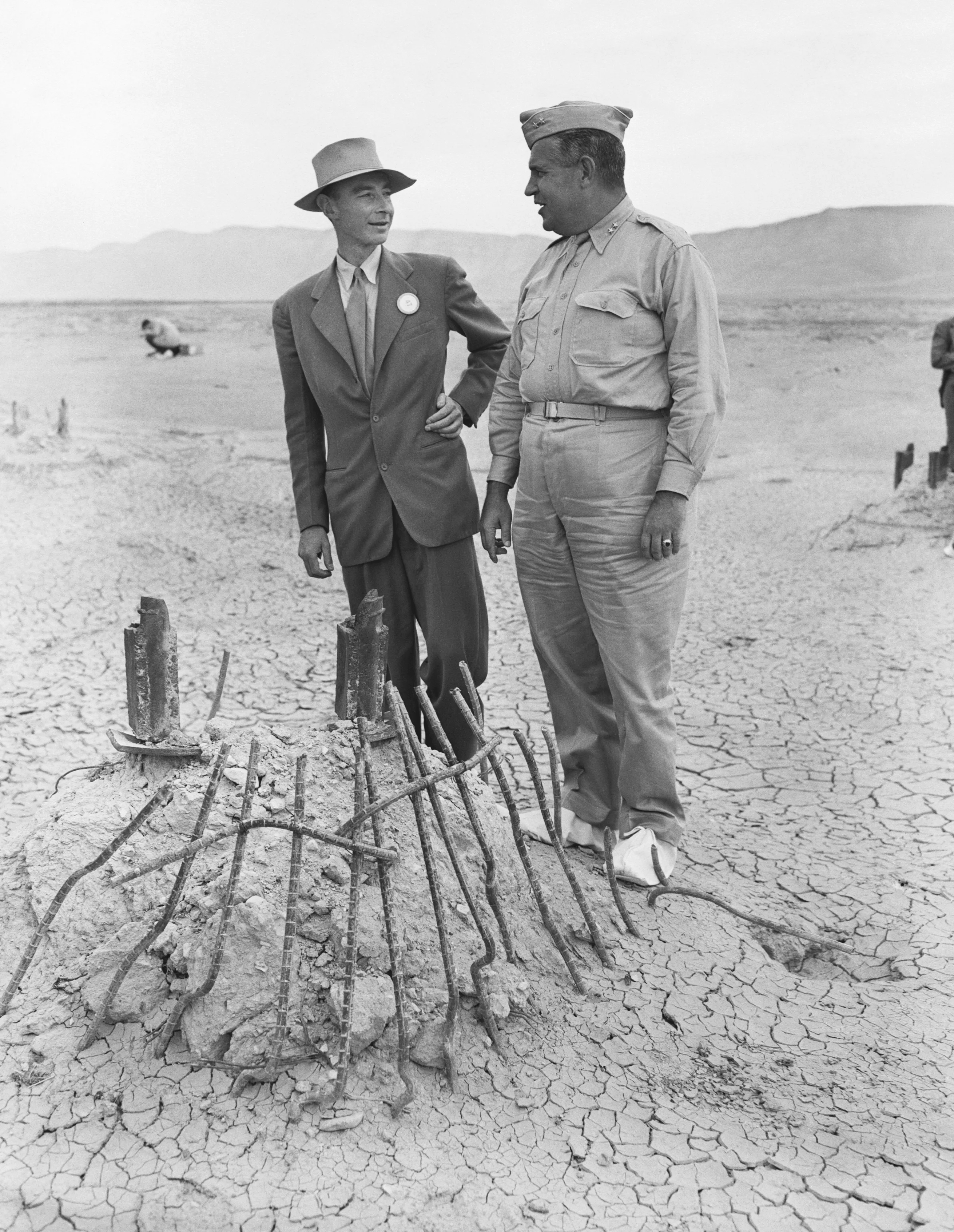
أوبينهايمر وغروفز يَقِفَان عند بقايا البرج الذي وُضِعَتْ وفُجِّرَتْ في قمته القنبلة في اختبار ترينيتي. أوبينهايمر برتدي قُبَّعَة فطيرة لحم الخنزير التي اشتهر بها. الأحذية الفَوْقِيَّة البيضاء تُلْبَس فوق الأحذية للحماية من الغبار النووي.

واستنادًا إلى مقالٍ نُشِر في إحدى المجلات سنة 1949م، فبينما كان يشهد أوبينهايمر الانفجار كان يفكر في أبيات شعرية من البهاغافاد غيتا: "إذا انْطَلَقَتْ أشعة ألف شمس دفعة واحدة في السماء، فسيكون ذلك كَبَهَاء القدير  ... الآن أَصْبَحْتُ أنا الموت، مُمَزِّق العَوَالِم." وفي 1965م ذكر تلك اللحظة على النحو التالي:
| « | أدركنا [لَحْظَتَهَا] أن العالم لن يكون نفس ما كان عليه. بعض الناس ضحكوا، وبعض الناس بَكَوْا. معظم الناس كانوا صامتين. تَذَكَّرْتُ بيتًا شعريًّا الكتاب الهندوسي المقدس البهاغافاد غيتا، فيه يحاول الإله فيشنو إقناع الأمير بأنه يجب عليه القيام بواجبه، ولإذهاله، يتحول إلى شكله متعدد الأسلحة، ويقول: "الآن أصبحتُ أنا الموت، مُدَمِّر العوالم". أفترض اننا جميعًا فكرنا بذلك، بطريقة أو بأخرى. | » |

ويَصِف رابي رؤيته لأوبينهايمر في وقت ما بعد ذلك: "لن أنسى مِشْيَتَه ... كانت تشبه [المشية التي ظهرت في فيلم] هاي نون ... هذا الشكل من الخُيَلَاء. لقد فَعَلَهَا". وبالرغم من معارضة العديد من العلماء - كومبتون، وفيرمي، وأوبينهايمر - لاستعمال القنبلة النووية على اليابان، ولكنهم اعتقدوا أن التفجير التجريبي لن يكون كافيًا لإقناع اليابان بالاستسلام. وفي تَجَمُّع منعقد في لوس ألاموس بتاريخ 6 أغسطس، في المساء يوم القصف الذري على هيروشيما، صَعَد أوبينهايمر المنصة وشبك يديه في احتفال منه بالانتصار "كَمُلَاكِم حاصل على جائزة" وسط تشجيع الحاضرين. وقال أنه آسف على عدم إنهاء القنبلة في وقت أبكر بحيث يستخدمها على ألمانيا النازية.
ومع ذلك، سافر أوبينهايمر إلى واشنطن في 17 أغسطس ليعطي يدويًّا رسالة إلى وزير الحربية هنري ستيمسون يُعَبِّر له فيها عن نفوره من استخدام الأسلحة النووية وأمنيته بأن يراها محظورة. وفي أكتوبر، التقى الرئيس الأمريكي هاري ترومان الذي رفض تَخَوُّف أوبينهايمر من حدوث سباق تَسَلُّح مع الاتحاد السوفييتي ورفض كذلك إيمانه بأن الطاقة النووية يجب أن تكون تحت إدارة دولية. واسْتَشَاط تورمان غَضَبًا حين قال له أوبينهايمر: "سيادة الرئيس، أشعر أن يَدَاي مُلَطَّخَتَان بالدماء"، وأجابه ترومان بأنه -أي ترومان- الوحيد الذي يحمل مسؤولية اتخاذ قرار استخدام الأسلحة النووية ضد اليابان، وقال لاحقًا : "لا أريد أن أرى ذلك اللعين أبدًا في هذا المكتب مرة أخرى".
وتكريمًا لخدماته كمدير لمنشأة لوس ألاموس، حصل أوبينهايمر على ميدالية الاستحقاق من ترومان سنة 1946م.

#### الأضرار الواقعة على السكان المَحَلِّيِّين
خلافًا للاعتقاد والتصوير الشائعَيْن، كان موقع اختبار ترينيتي مأهولًا بالسكان، واستنادًا للكاتبة والصحفية أليسا فالديز-رودريغيز، فقد أَمْلَهَم الجيش الأمريكي 24 ساعة فقط لإخلاء المنطقة واستُخْدِمَت الجرافات لإزالة مَزَارِعِهِم التي كانوا يَعْتَاشون منها، والجدير بالذكر هنا هو أن معظم هؤلاء السكان وكذلك سكان المناطق المحيطة كانوا من الهِيسْبَانو وكذلك من السكان الأصليين لأمريكا، ولإصرار ليزلي غروفز على الحفاظ على السرية التامة لأي شيء متعلق بمشروع مانهاتن، لم يٌنْذَر سكان المناطق المحيطة بالاختبار. حتى أنه كان من سكان المنطقة شهود عيان رأوا الانفجار جليًّا بأعينهم، فأمر غروفز القوات الجوية بنشر بيان صحفي يحتوي على قصة لتغطية الأمر بأنه كان انفجارًا عن طريق الخطأ في أحد مخازن الأسلحة التابعة لها. 
تَكَوَّن قلب القنبلة المستعملة في الانفجار من 13 باوندًا (5.9 كغم) من البلوتونيوم المُشِعّ، وبالرغم من نجاح الاختبار، إلا أن تفاعل الانشطار المُتَسَلْسِل لم يستهلك سوى 3 باوندات (1.4 كغم)، مما يعني أنه ترك 10 باوندات (4.5 كغم) من المادة المشعة لتُشَكِّل غبارًا نوويًّا يصعد مع الانفجار إلى الغلاف الجوي وينتقل بالرياح إلى المناطق المجاورة. وكان يسكن في الدائرة البالغ نصف قطرها 50 ميلًا (80.5 كم) فقط حول موقع الاختبار أكثر من 13,000 نسمة، ذلك فضْلًا عَمَّن يسكن أبعد من ذلك، وتقول دراسة نٌشِرَت عام 2010م أن مستويات الإشعاع التي رُصِدَتْ قرب بعض البيوت في المنطقة المحيطة بَلَغَتْ "ما يقارب 10,000 ضِعْف ما يُسْمَح به حاليًّا في المناطق العامة"، فكان للغبار النووي تَبِعَات صحية جسيمة، حيث جرى رَصْد الكثير من العائلات التي أُصِيبَتْ بأنواع سرطان مختلفة لأربعة أو خمسة أجيال منذ تفجير القنبلة، وعلى الرغم من ذلك، لم يُشْمَل المُتَضَرِّرُون من اختبار ترينيتي يومًا بالحصول على تعويض تحت قانون تعويضات التَّعَرُّض للإشعاع.

## نشاطات بعد الحرب
بمجرد معرفة عامة الناس بمشروع مانهاتن بعد قَصْف هيروشيما وناغازاكي، أصبح أوبينهايمر - الذي حمل فجأة لقب "أب القنبلة الذرية"- متحدثًا وطنيًّا باسم العلم، ورمزًا للسلطة التكنوقراطية؛ فظهر على غلاف مجلة لايف وكذلك على غلاف مجلة تايم. وأصبحت الفيزياء النووية قوة مؤثرة لأن الشعوب أدركت الأفضلية الاستراتيجية والسياسية التي تمنحها الأسلحة النووية. وكالكثير من علماء جيله، اعتقد أوبينهايمر أن اجتناب مخاطر القنابل النووية لا يمكن أن يتحقق إلا من خلال منظمة عابرة للحدود تستطيع وَضْع برنامج لإخماد سباق التسلح النووي مثل الأمم المتحدة التي كانت حديثة التأسيس وقتها.

### معهد الدراسات المتقدمة

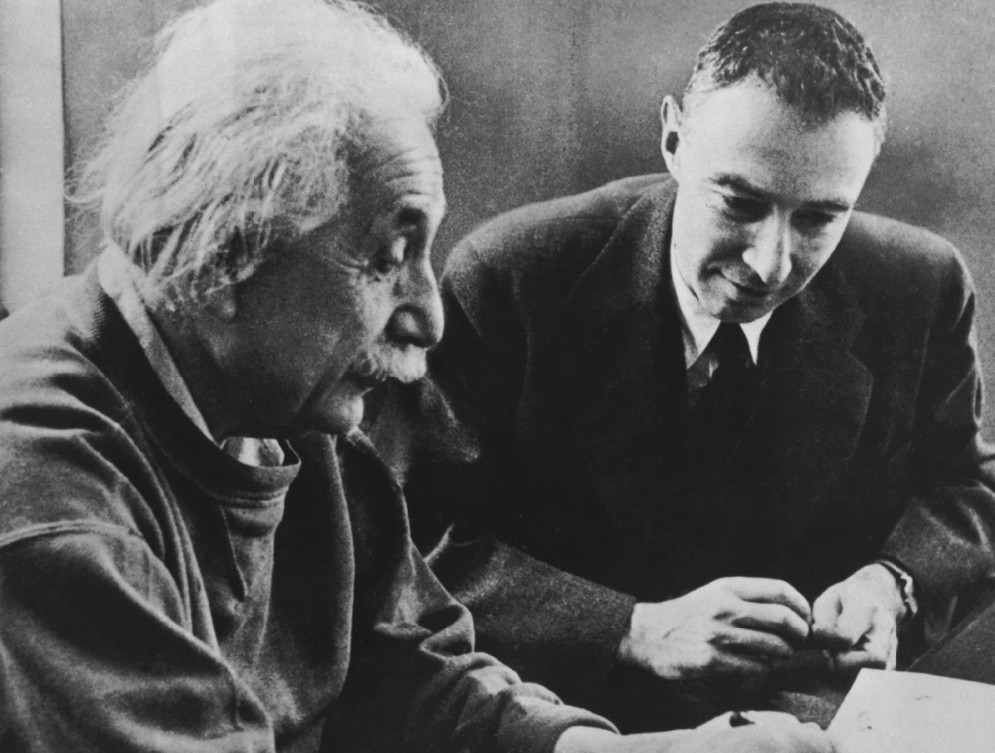
أوبينهايمر مع زميله الفيزيائي ألبرت أينشتاين، حوالي 1950م.

في نوفمبر 1945م، غادر أوبينهايمر منشأة لوس ألاموس ليعود للتدريس في معهد كالتيك، وما لبث أن وجد أنه لم يعد لديه شغف التدريس. وفي عام 1947م، ترك التدريس وقَبِل عرضًا قدمه لويس ستراوس ليستلم إدارة معهد الدراسات المتقدمة في برينستون، نيو جيرسي. كان ذلك يعني أنه سيعود إلى الشرق ويترك روث تولمان، زوجة صديقه ريتشارد تولمان، التي كان قد بدأ بعلاقة عاطفية معها بعد مغادرته لوس ألاموس. جاءت تلك الوظيفة براتب 20,000$ سنويًّا، مع إقامة مجانية في منزل المدير الذي كان عبارة عن منزل ضخم يعود بناؤه للقرن السايع عشر فيه طباخ وراعٍ للأرض، وهو محاط بـ256 فدانًا (107 هكتارات) من الغابات. وكان أوبينهايمر قد جمع أثاثًا أوروبيًّا وأعمالًا فنية تابعة لحركة ما بعد الانطباعية الفرنسية وكذلك المدرسة الوحشية. وتضمنت مجموعته الفنية أعمالًا لبول سيزان، وديراين، وموريس دي فلامينك، وتشارلز ديسبيو، وبيكاسو، ورامبرانت، وأوجست رينوار، وفان غوخ، وفويار.
استقطب أوبينهايمر العلماء الأنجح في مجالات متنوعة للعمل على إيجاد إجابات لأكثر الأسئلة أهمية في ذلك الوقت. وأدار وشجَّع المشاريع البحثية للكثير من العلماء المشهورين، بمن فيهم فريمان دايسون، والثنائي تشين نينج يانج وتسونج داو لي اللَّذَيْن حَصَلَا على جائزة نوبل لاكتشافهما ظاهرة عدم انحفاظ التكافؤ. كما أتاح الحصول على عضويات مؤقتة للباحثين في العلوم الإنسانية مثل ت. س. إليوت، وجورج كينان. بعض من تلك النشاطات أثار استياء بعض أعضاء كلية الرياضيات الذين أرادوا أن يبقى المعهد مَعْقِلًا للبحوث العلمية الخالصة. ويقول الفيزيائي والمؤرخ العلمي أبراهام بايس (بالإنجليزية: Abraham Pais) أن أوبينهايمر يعتقد أن أحد إخفاقات إدارته للمعهد كان عدم استطاعته إحضار باحثين في العلوم الطبيعية والإنسانية بالقدر الذي كان يتأمله.
وخلال سلسلة من المؤتمرات المنعقدة في نيويورك ابتداءًا من 1947م وحتى 1949م، عاد الباحثون من العمل الحربيّ إلى المسائل النظرية. وتحت إدارة أوبينهايمر، عمل الفيزيائيون على حل أعظم مشكلة فيزيائية من فترة ما قبل الحرب، وهي مشكلة الحسابات (كحساب طاقة الإلكترون) التي تعطي عددًا لانهائيًّا من الحلول (بالتالي نتائج غير منطقية) في الكهروديناميكا الكمية الخاصة بالجسيمات الأولية. وتُحَلّ تلك المشكلة بطريقة التنظيم التي تشوبها الكثير من المشاكل، فعمل كُلٌّ من جوليان شفينجر، وريتشارد فاينمان، وشينيتشيرو توموناغا على حل واحدة من أكبر مشاكل عملية التنظيم، واستطاع كل واحد منهم إيجاد طريقته الخاصة لحلها، وأصبحت تلك الطرق معروفة باسم الاستبدال غير المتناهي. واستطاع فريمان دايسون إثبات أن كل طرق الاستبدال غير المتناهي التي طورها هؤلاء العلماء تعطي نتائج متماثلة. كما سعى العلماء تحت إدارة أوبينهايمر إلى فهم امتصاص الأنوية للميزونات وتفسير نظرية يوكاوا هيديكي بأن الميزونات هي الجسيمات الحاملة للقوة النووية الشديدة. وكان أوبينهايمر قد وَجَّه سلسلة من الأسئلة الاستقصائية في ذلك الموضوع لروبرت مارشاك ما دفع به إلى تطوير فرضية ثُنَائية الميزون المُبْتَكَرَة والتي تقول بأن هناك في الواقع نوعان من الميزونات: البيونات، والميونات. وهذا قاد لاحقًا إلى اكتشاف سيسيل فرانك باول للبيون وحصوله على جائزة نوبل لذلك.
بقي أوبينهايمر مديرًا للمعهد حتى سنة 1966م حينما تخلى عن منصبه بسبب تدهور حالته الصحية. ووصولًا إلى 2023م، كان هو المدير صاحب فترة الخدمة الأطول في المعهد.

### هيئة الطاقة الذرية

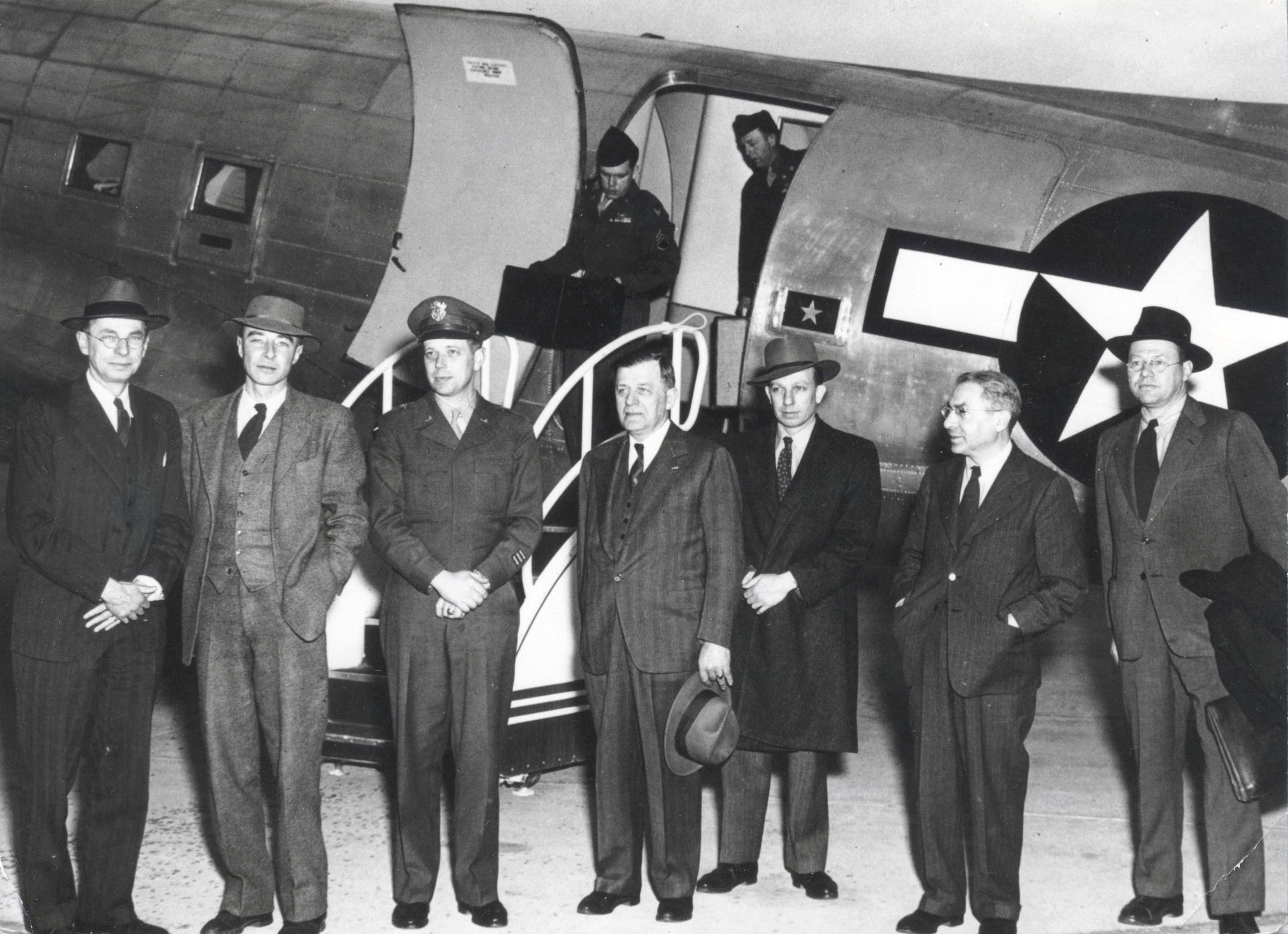
اللجنة الاستشارية الذرية عام 1947م. أوبينهايمر هو الشخص الثاني من جهة اليسار.

كأحد أعضاء مجلس مُسْتَشَارِي اللجنة التي عَيَّنَها الرئيس الأمريكي وقتها هاري ترومان لتحديد سياسة الطاقة الذرية الأمريكية، كان لأوبينهايمر تأثير كبير على تقرير آتشيسون-ليلينتال الصادر عام 1946م. في هذا التقرير، دَعَت اللجنة إلى إنشاء هيئة تطوير طاقة ذرية دولية تمتلك جميع المواد القابلة للانشطار وجميع وسائل إنتاجها، مثل مناجم المواد المُشِعَّة، والمختبرات التي يجري فيها العمل على تلك المواد، وكذلك محطات توليد الطاقة الذرية التي يمكن استخدامها لإنتاج الطاقة لغايات غير عسكرية. وعُيِّن برنارد باروخ لترجمة هذا التقرير إلى مُقْتَرَح يُقَدَّم للأمم المتحدة، مما نتج عنه خطة باروخ التي قُدِّمَت للأمم المتحدة عام 1946م. وطرح باروخ العديد من الشروط الإضافية لإنجاح الخطة، خاصة طلبه التفتيش في موارد اليورانيوم الخاصة بالاتحاد السوفييتي. اعتُبِرت الخطة محاولة للحفاظ على الهيمنة النووية الأمريكية ورفضها السوفييت. وبذلك اتضح جليًّا لأوبينهايمر أن سباق التسلّح كان لا مفر منه بسبب الشكوك المتبادلة بين الولايات المتحدة والاتحاد السوفييتي، لدرجة أن أوبينهايمر نفسه بدأ بالتشكيك إمكانية تنازل أيٍّ من البلدين لتحقيق إدارة دولية للتطوير النووي.
وبعد أن رأت هيئة الطاقة الذرية الأمريكية النور في 1947م كوكالة مدنية تدير الأبحاث النووية وقضايا الأسلحة، عُيِّن أوبينهايمر رئيس اللجنة الاستشارية العامة الخاصة بها، والتي كانت تُعْرَف اختصارًا باسم "الغاك". ومن هذا المنصب، قَدَّم نصائحًا في عدد من القضايا المتعلقة بالشأن النووي، بما في ذلك تمويل المشاريع، وبناء المختبرات، وحتى السياسة الدولية، ذلك بالرغم من أن نصائح اللجنة لم بكن يُسْتَجَاب لها دائمًا. وكرئيس للّجنة الاستشارية، مارس أوبينهايمر الضغط الحثيث لصالح فرض إدارة دولية على التسلح ولصالح تمويل العلوم الأساسية، وكذلك حاول إبعاد التوجه السياسي عن سباق التسلح المُحْتَدِم.
كانت أول تجربة قنبلة ذرية من الاتحاد السوفييتي عام 1949م، وبذلك جاءت أقرب مما كان يتوقعه الأمريكيون، وخلال الشهور التالية، كان هناك نقاش حاد داخل الحكومة الأمريكية، والجيش، والمجتمعات العلمية حول ما إذا كان يجب المُضِيّ قُدُمًا في تطوير القنبلة الهيدروجينية المبنيَّة على الاندماج النووي والأقوى بكثير من سابقتها والتي تُعْرَف باسم "القنبلة الخارقة" (بالإنجليزية: The Super). كان أوبينهايمر مُدْرِكًا لإمكانية تطوير سلاح نووي حراري مُتَمِثِّلًا بالقنبلة الهيدروجينية منذ كان في مشروع مانهاتن ولكنه خصص للموضوع وقتًا محدودًا من البحث النظري في تلك الفترة، ولا شيء أكثر، ذلك إذا أخذنا بعين الاعتبار الحاجة الماسة وقتها لتطوير سلاح انشطاري.  ومباشرةً بعد نهاية الحرب، اعترض أوبينهايمر على استمرار العمل على القنبلة الخارقة في ذلك الوقت، وذلك لقلة الحاجة إليها وكذلك للضحايا البشرية الكثيرة المُحْتَمَلَة نتيجة استخدامها.
وفي أكتوبر 1949م، قدم أوبينهايمر واللجنة الاستشارية توصية ضد تطوير القنبلة الخارقة.  كان أوبينهايمر وباقي أعضاء اللجنة الاستشارية مدفوعين لذلك جزئيًّا باعتبارات أخلاقية، شاعرين أن سلاح كهذا لا يمكن استخدامه بشكل تكتيكي أو في معركة، بل يُسْتَخْدَم بشكل استراتيجي فقط مما سنتج عنه ملايين الضحايا، حيث ورد في تقريرهم ما يلي: "إن استخدامها بناءًا على ذلك يحمل سياسة إبادة الشعوب المدنية أكثر بكثير مما هو الحال في القنبلة الذرية". كما كان لدى اللجنة شكوك في إمكانية بناءها باعتبار أنه لم يكن يوجد وقتها تصميم ناجع للقنبلة الهيدروجينية. أما فيما يتعلق بإمكانية تطوير السوفييت لقنبلة نووية حرارية مماثلة، فاعتقد أعضاء اللجنة أن الولايات المتحدة تمتلك مخزونًا كافيًا من القنابل الذرية للانتقام من أي هجوم نووي حراري. وعلى صعيد متصل، سَاوَر أوبينهايمر والباقين القلق بخصوص التكلفة التي من الممكن أن تتحملها الولايات المتحدة إذا ما تحولت المفاعلات النووية من تصنيع المواد اللازمة لبناء القنابل الذرية إلى تصنيع المواد - مثل التريتيوم - اللازمة لصناعة القنابل النووية الحرارية.
وتَبَنَّى معظم أفراد هيئة الطاقة الذرية توصية اللجنة الاستشارية، واعتقد أوبينهايمر أن المعركة ضد تطوير القنبلة الخارقة ستنتهي بانتصاره هو وزملاؤه، ولكن أنصار القنبلة ضغطوا على البيت الأبيض بشدة. وفي 31 يناير لعام 1950م، ترومان، الذي كان مستعدًا للمُضِيّ في تطوير القنبلة على أية حال، أصدر قرارًا رسميًّا بذلك. شَعَر أوبينهايمر وآخرون من معارضي تطوير القنبلة في اللجنة الاستشارية - خاصة جيمس كونانت - بالاحباط وفكروا في الاستقالة من اللجنة. ولكنهم بَقَوْا فيها، بالرغم من أن آراءهم حول القنبلة الهيدروجينية كانت معروفة.
وفي 1951م، طَوَّر إدوارد تيلر وعالم الرياضيات ستانيسلو أولام تصميم تيلر-أولام للقنبلة الهيدروجينية. وبَدَى هذا التصميم الجديد ملائمًا تقنيًّا لبناء القنبلة فأصبح أوبينهايمر رسميًّا موافقًا على تطويرها، بينما استمر بالبحث عن المشاكل التي يمكن أن تشكك في إمكانية اختبار القنبلة أو نقلها أو استخدامها لعله يحول دون استكمال التطوير. وكما أفاد في وقت لاحق:
غادر أوبينهايمر، وكونانت، بالإضافة إلى لِي ألفين دوبريدج -عضو آخر معارض لقرار القنبلة الهيدروجينية- اللجنة الاستشارية الذرية حينما انتهت عقودهم في أغسطس 1952م. ورفض ترومان إعادة تعيينهم لأنه أراد أصواتًا جديدة في اللجنة تكون أكثر تأييدًا لتطوير القنبلة الهيدروجينية. بالإضافة إلى ذلك، تواصل العديد من أعداء أوبينهايمر مع ترومان وأبلغوه برغبتهم بأن يغادر أوبينهايمر اللجنة.

### الهيئات ولجان البحث والدراسة والنقاش

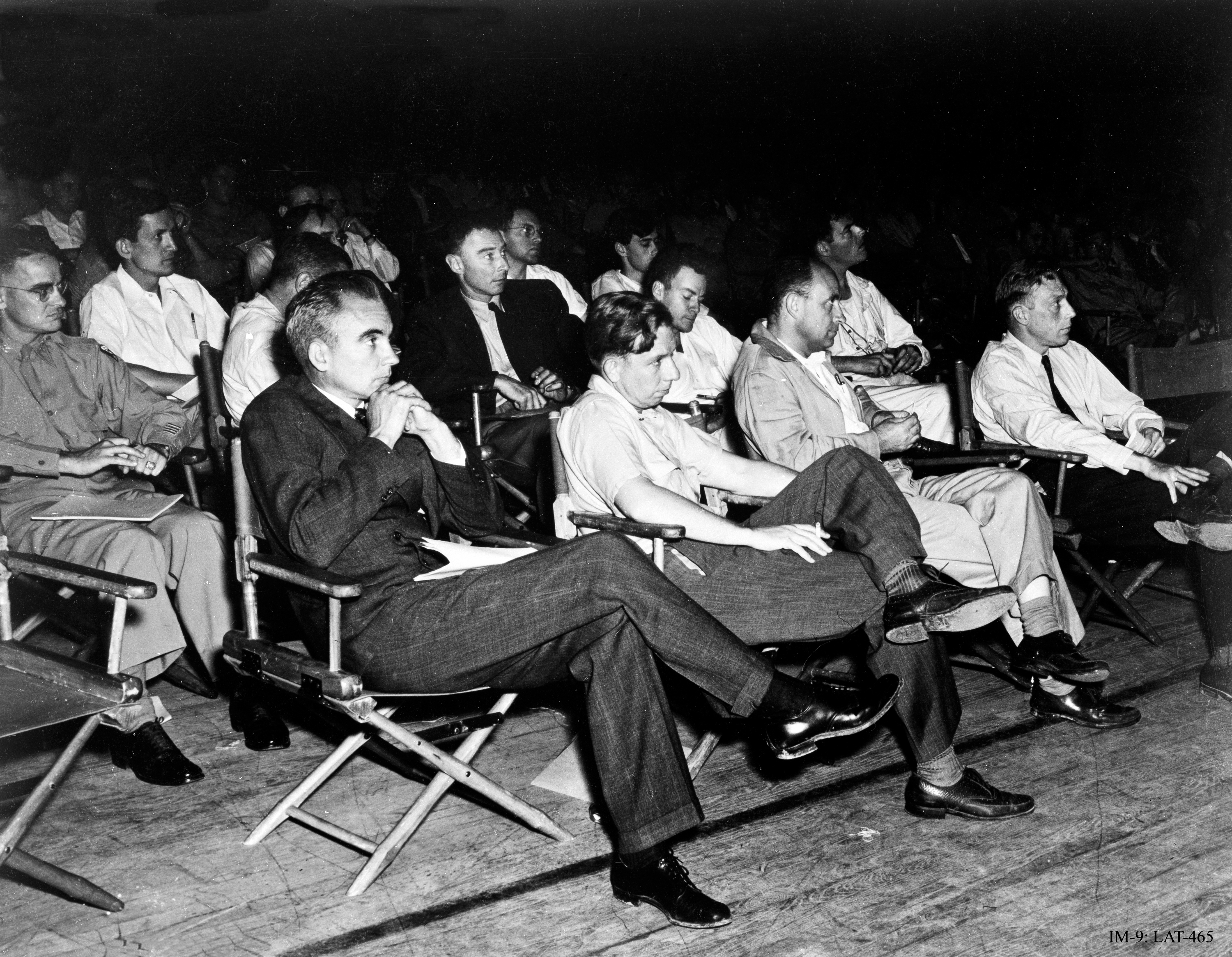
الحلقة النقاشية التي دارت في لوس ألاموس سنة 1946م حول القنبلة الهيدروجينية. الجالسون في الصف الأمامي من اليسار إلى اليمين هم نوريس برادبيري، وجون هنري مانلي، وإنريكو فيرمي، وج.م.ب. كيلوغ. وراء مانلي يظهر أوبينهايمر (يرتدي سترة وربطة عنق) وإلى يساره يجلس ريتشارد فاينمان. الكولونيل العسكري الجالس أقصى يسار الصورة هو أوليفر هايوود، وبين أوبينهايمر وهايوود ولكن في الصف الذي خلفهما (الصف الثالث) يجلس إدوارد تيلر.

لعب أوبينهايمر دورًا في عدد من هيئات ومشاريع الدراسة والبحث والنقاش الحكومية في نهاية أربيعينات وبداية خمسينات القرن العشرين، بعضها أَقْحَمَه في خلافات وصراعات سلطة.
في 1948م، تَرَأَّس أوبينهايمر هيئة الأهداف طويلة المدى التابعة لوزارة الدفاع والتي نَظَرَتْ في الاستخدامات العسكرية للأسلحة النووية وفي كيفية نقلها. وعلى صعيد منفصل في ربيع عام 1952م، وبعد عام من الدراسة، كتب أوبينهايمر مسودة التقرير الخاصة بمشروع غابرييل الذي درس مخاطر الغبار النووي. كما كان أوبينهايمر عضوًا في لجنة الاستشارة العلمية  لمكتب التعبئة الدفاعية.
وشارك أوبينهايمر خلال عام 1951م في مشروع تشارلز الذي درس إمكانية إنشاء دفاع جوي فعَّال في الولايات المتحدة ضد الهجمات النووية، وشارك أوبينهايمر في مشروع إيست ريفر (بالإنجليزية: East River Project) التابع لمشروع تشارلز، والذي أخذ بما طرحه أوبينهايمر وأوصى بإقامة نظام تحذير يعطي إنذارًا قبل ساعة من أي هجوم ذري مُرْتَقَب على المدن الأمريكية. ونَتَج عن هذان المشروعان في 1952م مشروع لينكولن الذي كان عملًا بحثيًّا واسع النطاق وكان أوبينهايمر أحد العلماء الكبار فيه. جرى العمل على المشروع في إحدى الجهات التابعة لمعهد ماساتشوستس للتكنولوجيا وهي مختبر لينكولن الذي كان قد تأسس حديثًا لدراسة مسائل الدفاع الجوي، وكانت إحدى نتائج العمل على المشروع تشكيل مجموعة لينكولن البحثية الصيفية (بالإنجليزية: Lincoln Summer Study Group) والتي اختصَّت بالدفاع الجوي أيضًا ولكنها اقتصرت على مجموعة صغيرة من العلماء ذوي الخبرة الكبيرة للحصول على دراسة للمشاكل المُلِحَّة ضمن فترة زمنية قصيرة، وكان أوبينهايمر عنصرًا أساسيًّا فيها. وعلى صعيد منفصل، دَعَا أوبينهايمر وعلماء آخرون لاستثمار الموارد في الدفاع الجوي على حساب بناء إمكانيات تنفيذ ضربات انتقامية هائلة، وقُوبِلَتْ تلك الدعوة بالرفض من القوات الجوية الأمريكية، وأثار ذلك الخلاف فيما بعد جدالًا فيما إن كان أوبينهايمر والعلماء المؤيدون أو القوات الجوية بتعاملون بفلسفة "خط ماجينو" التي أثبتت فشلها في السابق حينما فشل الخط الدفاعي في حماية القوات الفرنسية من الهجوم الألماني لأنهم صبُّوا تركيزهم على بناء هذا الخط الدفاعي، فيجادل البعض أن العلماء يريدون التركيز على الدفاع فقط وهذا لن يحمي الولايات المتحدة كما حصل مع الفرنسيين، بينما رأى البعض أن القوات الجوية ركزت على الهجوم فقط وهذا بشكل مماثل لن يحمي الولايات المتحدة من الأخطار أيضًا. وفي كل الأحوال، قاد عمل المجموعة الصيفية إلى بناء خط التحذير المبكر البعيد.
لم يكن إدوارد تيلر مهتمًّا بالعمل على القنبلة الذرية في منشأة لوس ألاموس خلال الحرب فأعطاه أوبينهايمر أيامها وقتًا للعمل على مشروعه الخاص بالقنبلة الهيدروجينية، وغادر تيلر لوس ألاموس في 1951م، ليعمل في 1952م على تأسيس منشأة تطوير سلاح نووي ثانية أصبحت تُعْرَف باسم مختبر لورانس ليفرمور الوطني. ودافع أوبينهايمر عن إنجازات لوس ألاموس وعارض إقامة منشأة ثانية.
بحث مشروع فيستا في تطوير الإمكانيَّات الحربية التكتيكيّة. وأُضِيف أوبينهايمر متأخرًا إلى المشروع في 1951م ولكنه كتب فصلًا مِفْتَاحِيًّا من تقرير المشروع الذي تحدَّى عقيدة القصف الاستراتيجي (واسع النطاق) ودَعَا إلى استعمال أسلحة نووية تكتيكية أصغر يمكنها أن تكون أكثر فائدة ضد قوات الأعداء في ساحات المعارك محدودة المساحة. تُنْقَل الأسلحة النووية الحرارية الاستراتيجية بواسطة قاذفات القنابل النفاثة التي تحلق لمسافات بعيدة، وكان من الضروري أن تكون تلك الأسلحة تحت سيطرة سلاح الجو الأمريكي فقط لأنه ناقلاتها من الطائرات، بينما أَوْصَتْ استنتاجات مشروع فيستا بزيادة دور الجيش والبحرية الأمريكيَّان في ذلك أيضًا. وكانت ردة فعل القوات الجوية مُعَادِيَة بشكل مباشر، ونجحت في تَحْييد تقرير مشروع فيستا.
خلال سنة 1952م، تَرَأَّس أوبينهايمر لجنة مستشاري وزارة الخارجية لشؤون نزع السلاح المُتَكَوِّنَة من خمسة أعضاء، ودعت هذه اللجنة في أولى توصياتها بأن تُؤَجِّل الولايات المتحدة أول اختبار مُخَطَّط  للقنبلة الهيدروجينية ثم للسَّعْي في عقد معاهدة لحظر الاختبارات النووية الحرارية مع الاتحاد السوفييتي، وذلك على أساس أن اجتناب الاختبارات من الممكن أن يُوقِف تطوير أسلحة كارثية جديدة ويفتح طريقًا لعقد اتفاقيات جديدة متعلقة بالأسلحة بين البلدين. ولكن اللجنة افتقَرَتْ إلى وجود حلفاء سياسيين لها في واشنطن، فلم تأخذ الحكومة بتلك التوصية وأُجْرِي اختبار أيفي مايك في وقته المحدد. وأَصْدَرَت اللجنة لاحقًا في يناير 1953م تقريرها النهائي الذي كان متؤثرًا بالكثير من القناعات العميقة لأوبينهايمر، وقدم التقرير تَصَوُّرًا تَشَاؤُمِيًّا للمستقبل الذي لن تحقق فيه الولايات المتحدة ولا الاتحاد السوفييتي السيادة النووية الكاملة بل سيشكل الطرفان خطرًا مُدْقِعًا على بعضهما البعض.
وكانت إحدى توصيات اللجنة، والتي تحمل أهمية الخاصة بحسب اعتقاد أوبينهايمر، هي أن تكون الحكومة الأمريكية أقل سِرِّيَّة وأكثر انفتاحًا مع الشعب الأمريكي بخصوص حقائق توازن القوى النووية بين الدول وأخطار الحرب النووية. ولاقَتْ هذه الفكرة آذانًا صاغية خلال إدارة الرئيس أيزنهاور وتَسَبَّبَت بإطلاق مشروع كاندور. وقَدَّم أوبينهايمر لاحقًا إلى عامة الشعب الأمريكي وجهة نظره عن قلة جدوى الترسانة النووية ذات القوة التدميرية المُتَعَاظِمَة وذلك في مقال نشره في مجلة الشؤون الخارجية في يونيو 1953م، واجتذب المقال انتباه الصحف الأمريكية الكبرى.
ولذلك كله، وصل أوبينهايمر إلى ذروة أخرى لنفوذه وتأثيره بحلول عام 1953م باعتباره مشاركًا في عدة وظائف حكومية ومشاريع ويمتلك صلاحية الوصول إلى خطط استراتيجية حساسة وإلى المخزون النووي. ولكنه في نفس الوقت أصبح عدو أنصار القصف الاستراتيجي الذين نظروا إلى معارضته للقنبلة الهيدروجينية المتبوعة بتلك الآراء والمواقف بنظرة يمتزج فيها الغضب مع عدم الثقة. تلك النظرة اقترنت بخوفهم أن شهرة أوبينهايمر وقدراته على الاقناع قد جعلت منه مؤثرًا خطيرًا في الحكومة، والجيش، والأوساط العلمية.

### جلسات الاستماع الأمنية

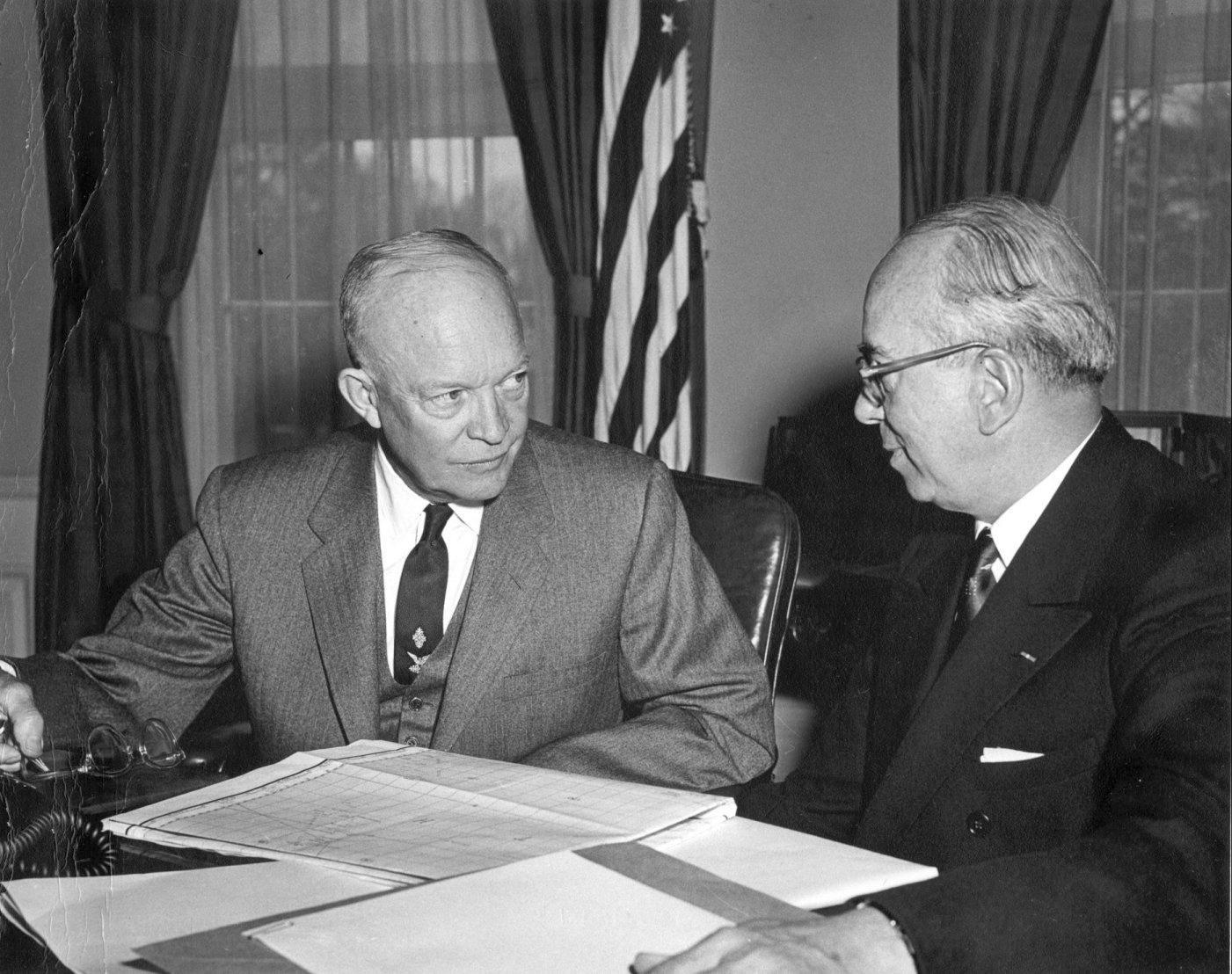
الرئيس الأمريكي دوايت ديفيد أيزنهاور يَسْتَلِم تقريرًا من لويس ستراوس رئيس هيئة الطاقة الذرية الأمريكية بتاريخ 30 مارس 1954م فيما يتعلق باختبارات القنبلة الهيدروجينية ضمن عملية القلعة. ستراوس مارس ضغطًا لإلغاء التصريح الأمني الخاص بأوبينهايمر.

لاحق مكتب التحقيقات الفيديرالي بقيادة جون إدغار هوفر أوبينهايمر منذ فترة ما قبل الحرب، وذلك حينما أظهر ميولًا شيوعية أثناء عمله أستاذًا في جامعة بيركلي وكان قريبًا من أعضاء الحزب الشيوعي، واشتملت الملاحقة على أخيه وزوجته. واشتبه أفراد مكتب التحقيقات بشكل وثيق بأنه كان عضوًا في الحزب شخصيًّا، وذلك بناءًا على تسجيلات هاتفية أشار له فيها أعضاء من الحزب أو ظهروا بأنهم يشيرون له بأنه شيوعي، بالإضافة إلى تقارير مُخْبِرِين من داخل الحزب. وكان تحت رقابة مشددة منذ بداية أربعينات القرن العشرين، فكان منزله يحوي أجهزة تنصُّت وكانت مكالماته مراقبة وكانت رسائله البريديَّة تُفْتَح.
وفي أغسطس من عام 1943م، أخبر أوبينهايمر عناصر الأمن في مشروع مانهاتن بأن جورج إلتينتون - الذي لا يعرفه - حاول الحصول على أسرار نووية من 3 رجال في لوس ألاموس لصالح الاتحاد السوفييتي. وعند الضغط عليه في هذا الموضوع في مقابلات لاحقة، أَقَرّ أوبينهايمر بأن الشخص الوحيد الذي تقرّب منه بذلك الخصوص كان صديقه هاكون شوفالييه أستاذ في بيركلي في قسم الأدب الفرنسي، وكان شوفالييه قد أخبره في عشاء خاص في بيت أوبينهايمر عن إلتينتون.
وزوَّد مكتب التحقيقات الفيديرالي أعداء أوبينهايمر السياسيين بدلائل على ارتباطاته الشيوعية. هؤلاء الأعداء اشتملوا على لِوِيس سْتَراوْس: مسؤول هيئة الطاقة الذرية الأمريكية الذي كان يُبْطِن غضبًا شديدًا تجاه أوبينهايمر لمعارضته مشروع القنبلة الهيدروجينية ولإذلاله له أمام مجلس الهيئة، حيث كان ستراوس قد أبدى اعتراضه على تصدير النظائر المشعة للشعوب الأخرى خوفًا من تطوير سلاح نووي، ولكن أوبينهايمر سخر منه قائلًا باستهزاء بأن النظائر "أقل أهمية من الأجهزة الكهربائية ولكنها أكثر أهمية من... فلْنَقُل الفيتامينات".
وفي 7 يوليو سنة 1949م، مَثَل أوبينهايمر أمام لجنة مجلس النواب المَعْنِيَّة بالنشاطات المعادية لأمريكا، وأقر بأنه كان لديه علاقات مع الحزب الشيوعي الأمريكي في ثلاثينات القرن العشرين. وشهد بأن بعض طلابه كانوا شيوعيين في الوقت الذي عملوا فيه معه في بيركلي، هؤلاء الطلاب يشملون ديفيد بوم، وجيوفاني روسي لومانيتز، وفيليب موريسون، وبرنارد بيترز، وجوزيف واينبيرغ. وشهد فرانك أوبينهايمر - أخو روبرت أوبينهايمر - وزوجته جاكي أمام لجنة النشاطات المعادية لأمريكا بأنهما كانا في الحزب الشيوعي الأمريكي. وأدى ذلك إلى إقالة فرانك من منصبه في جامعة منيسوتا. ولأنه لم يستطع العمل في الفيزياء ذهب إلى رعاية المواشي في كولورادو. وأصبح فيما بعد معلم فيزياء في مدرسة ثانوية وكان مؤسس متحف الإكسبلوراتوريوم في سان فرانسيسكو.
وقع الحدث المؤدي لإجراء جلسة الاستماع الأمنية في 7 نوفمبر لعام 1953م، وذلك على يد ويليام بوردين الذي كان بداية تلك السنة مديرًا تنفيذيًّا للجنة الكونغرس المشتركة للطاقة الذرية، حيث أرسل بوردين إلى جون إدغار هوفر يخبره بأن "أوبينهايمر عميل مُحْتَمَل للاتحاد السوفييتي أكثر من كونه غير ذلك". لم يصدق الرئيس أيزنهاور يومًا الادعاءات الواردة في الرسالة بشكل كامل، ولكنه وجد نفسه مضطرًّا لفتح تحقيق، وفي 3 ديسمبر، أمر بوضع "جدار لا يُخْتَرَق" بين أوبينهايمر وأية أسرار حكومية أو عسكرية.
وفي 21 ديسمبر لعام 1953م، أخبر ستراوس أوبينهايمر بأن تصريحه الأمني أصبح مُعَلَّقًا بانتظار ما سَتُفْضِي إليه مجموعة اتهامات مطروحة في رسالة رسمية، وناقشه في أن يستقيل من لجنة الطاقة الذرية من خلال أن يطلب إنهاء عقد الاستشارة مع اللجنة. واختار أوبينهايمر عدم الاستقالة وطلب جلسة استماع بدلًا من ذلك. كانت التُّهَم مطروحة في رسالة من كينيث نيكولز المدير العام للجنة الطاقة الذرية. وكتب نيكولاس في مذكراته أنه "لم يكن سعيدًا بإدراجه إشارةً إلى معارضة أوبينهايمر لتطوير القنبلة الهيدروجينية" في الرسالة. حيث اعتبر أنه "بالرغم من سجلّه [الأمني] إلا أنه وَفِيّ للولايات المتحدة".
عُقِدَتْ جلسات الاستماع في فترة إبريل-مايو 1954م بشكل سريّ، وكان التركيز فيها على ارتباطات أوبينهايمر الشيوعية في الماضي وعلى علاقاته خلال مشروع مانهاتن بعلماء مشكوك في ولاءهم أو علماء شيوعيين. ثم استُكْمِلَت الجلسات بتفحُّص موقف أوبينهايمر المعارض لمشروع القنبلة الهيدروجينية ومواقفه في المشاريع ولِجَان النقاش التي لَحِقَتْ ذلك. ونُشِر جزء من نص جلسات الاستماع في يونيو 1954م، مع بعض التعديلات. وفي 2014م، جعلت وزارة الطاقة الأمريكية النص بالكامل متاحًا للعامة.

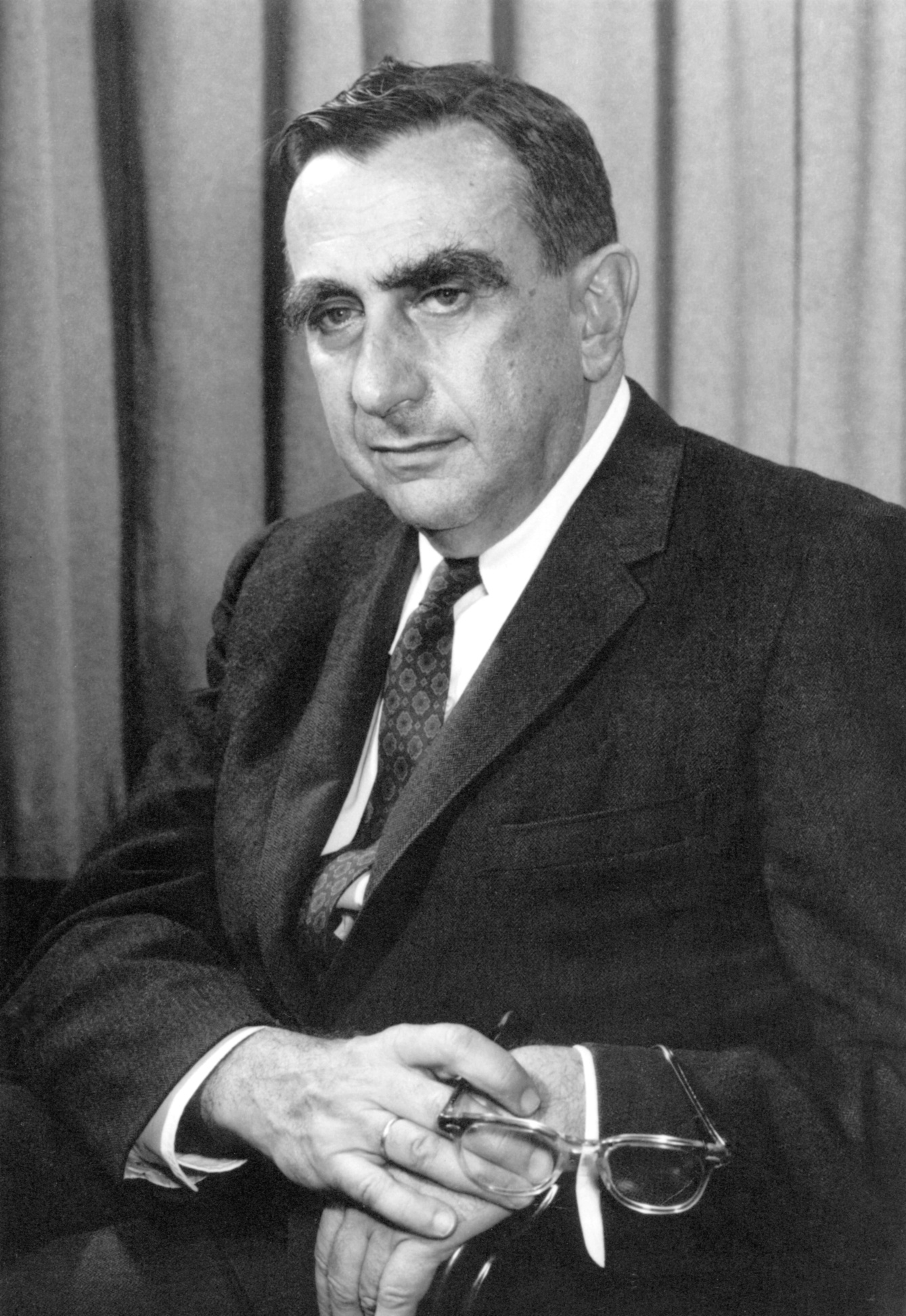
زميل أوبينهايمر السابق، إدوارد تيلر، شهد ضد أوبينهايمر في جلسات الاستماع المنعقدة سنة 1954م.

وكانت شهادة أوبينهايمر القديمة المتعلقة بمحاولة جورج إلتينتون التقرب من عدة علماء في لوس ألاموس عنصرًا مفتاحيًّا في جلسات الاستماع، تلك القصة التي اعترف أوبينهايمر بأنه اختلقها لحماية صديقه هاكون شوفالييه. ودون علم من أوبينهايمر، كان نُسْخَتَا تلك القصة التي رواهما خلال التحقيقات مُسَجَّلَتَيْن منذ أكثر من عَقْد. وفي الحقيقة، لم يخبر أوبينهايمر قط شوفالييه بأنه ذكر اسمه في نهاية المطاف، وأن تلك الشهادة كبَّدَتْ شوفالييه خسارة عمله. وأكَّد كُلُّ من شوفالييه وإلتينتون قصة أوبينهايمر بالإشارة إلى امتلاكهما طريقة لإيصال المعلومات للسوفييت، حيث اعترف إلتينتون بأنه ذكر وجود طريقة للتواصل مع السوفييت لشوفالييه الذي اعترف بدوره بأنه ذكر ذلك لأوبينهايمر ولكنهما وَضَعَا ذلك في سياق القيل والقال وأنهما كانا يقولان ذلك بشكل يقوم على الافتراض فقط ونَفَيَا أي فكرة أو اقتراح للخيانة أو نوايا للتجسس، سواء أكان ذلك بالتخطيط أم بالتنفيذ. ولم يُدَنْ أي منهما بأي جريمة قطّ.
وشهد إدوارد تيلر في جلسات الاستماع واعتبر أن أوبينهايمر يُكِنّ الوفاء للولايات المتحدة، ولكن:
أشعلت شهادة تيلر غضب المجتمع العلمي، وكان منبوذًا بشكل غير رسمي من المساهمة أو الإفادة العلمية الأكاديمية. ورفض إرنست لورنس الشهادة بحجة عودة أعراض التهاب القولون التقرحي إليه، ولكن قُدِمَتْ مقابلة له وهو يُدِين فيها أوبينهايمر كدليل في الجلسة.
شهد الكثير من العلماء الكبار بالإضافة إلى شخصيات حكومية وعسكرية في صالح أوبينهايمر. وقال أيزيدور إسحق رابي أثناء شهادته بأن نعليق التصريح الأمني كان غير ضروري: "إنه مستشار، وإذا كنتم لا تريدون استشارته فلا تستشيروه، نقطة انتهى". ولكن الضابط ليزلي غروفز شهد بأنه تحت معايير الأمن الأكثر صرامة التي كان معمولًا بها وقت الجلسة سنة 1954م (لم تكن نفس المعايير حينما وَظَّف أوبينهايمر)، فإنه "لن يعطي التصريح الأمني لد.أوبينهايمر اليوم".
وكانت نتيجة جلسات الاستماع، بأن المجلس يلغي التصريح الأمني لأوبينهايمر وذلك بنتيجة تصويت 2-1. ولكن النتيجة برَّأتْه بالإجماع من عدم الولاء، ولكن الغالبية أيَّدَتْ أن 20 من أصل 24 تهمة كانت إما صحيحة أو صحيحة بشكل ملحوظ، وأن أوبينهايمر يشكل خطرًا أمنيًّا. ثم في 29 يونيو 1954م، أيَّدَتْ لجنة الطاقة الذرية استنتاجات مجلس أمن الموظفين بنتيجة تصويت 4-1، وكتب ستراوس رأي الأغلبية.  في ذلك الرأي، شدَّد أن "عيوب شخصية" أوبينهايمر، و"الكذب، والتهرب، والتحريف" بالإضافة إلى علاقاته السابقة بالشيوعيين والناس القريبة منهم هي الأسباب الرئيسة لقراره. ولم يعلق على ولاء أوبينهايمر.
خلال جلسات الاجتماع، شهد أوبينهايمر بإرادته غلى النشاطات اليسارية للكثير من زملاءه. وإن كان لم يُجَرَّد من تصريحه الأمني، لكان من الممكن أن يتذكره الناس كشخص "يذكر الأسماء" لحفظ سمعته الشخصية، ولكن بفضل تجريده من التصريح الأمني، رأى معظم المجتمع العلمي بأنه شهيد للمكارثية، وبأنه ليبرالي انتقائي التوجهات هُوجِم ظلمًا من أعداء يمتلكون عداوة مع أطراف أخرى، وبأنه رمز لتحول العمل العلمي من المؤسسات الأكاديمية إلى المؤسسات العسكرية. وأخبر فيرنر فون براون إحدى لجان الكونغريس بأنه "في إنجلترا، لَكان أوبينهايمر سَيُلَقَّب فارسًا".
وفي ندوة عُقِدَت في مركز وودرو وِلْسُون الدولي للعلماء سنة 2009م، وبناءًا على التحليل المستفيض لكتب الصحفي ألكسندر فاسيلييف التي استند فيها إلى أرشيف الاستخبارات السوفيتية، أكّد جون إيرل هاينز، وهارفي كلير، وألكسندر فاسيلييف أن أوبينهايمر لم يكن يومًا متورطًا في التجسس لصالح الاتحاد السوفييتي، بالرغم من محاولات الاستخبارات السوفييتية المتكررة لتَجْنِيده. وعلاوة على ذلك، كان قد أزال عدة شخصيات متضامنة مع الاتحاد السوفييتي من مشروع مانهاتن. وكذلك صرّح هاينز، وكلير، وفاسيلييف بأن أوبينهايمر "كان في الواقع عضوًا مُسْتَتِرًا للحزب الشيوعي الأمريكي في أواخر ثلاثينات القرن العشرين". واستنادًا للكاتب المتخصص بالسير الذاتية راي مونك: "لقد كان داعمًا للحزب الشيوعي بالمعنى العملي والحقيقي للكلمة. أَضِف إلى ذلك، أنه من حيث الوقت والجهد والمال المبذولين على نشاطات الحزب، فقد كان داعمًا ملتزمًا للغاية."
وفي 16 ديسمبر لعام 2022م، أَبْطَلَتْ وزيرة الطاقة الأمريكية جينيفر غرانهولم قرار إلغاء التصريح الأمني لأوبينهايمر الذي صدر سنة 1954م بعد جلسات الاستماع. وقالت في بيانها: "في 1954م، ألْغَتْ لجنة الطاقة الذرية التصريح الأمنيّ للد.أوبينهايمر من خلال إجراءات تتخللها الأخطاء وتَتَعَدَّى على قوانين اللجنة نفسها. وبمرور الوقت، ظهرت إلى النور مزيد من الأدلة على تحيّز وظلم الإجراءات التي تعرض لها الد.أوبينهايمر بينما الدلائل على وفاءه وحبه لبلده ازدادت تأكيدًا."

## السنوات الأخيرة
ابتداءًا من عام 1954م، سكن أوبينهايمر عدة أشهر من كل سنة في جزيرة سانت جون وهي إحدى جزر العذراء الأمريكية. وفي 1957م، اشترى قطعة أرض بمساحة 2 فدان (0.81 هكتار) على شاطيء غِيبْنِي حيث بَنَى منزلًا ريفيًّا بسيطًا على الشاطيء. وقضى وقتًا طويلًا في الإبحار مع ابنته توني وزوجته كيتي.
وكان أول ظهور عَلَنِيّ لأوبينهايمر بعد تجريده من تصريحه الأمني في محاضرة بعنوان "تَطَلُّعَات في الفنون والعلوم" ضمن برنامج إذاعي أَطْلَقَتْه جامعة كولومبيا بمناسبة مرور 200 عام على تأسيسها والذي حَمَل اسم حَقّ المَرْء بالمعرفة، وفي تلك المحاضرة، بَيَّن أوبينهايمر فلسفته وأفكاره حول دَوْر العلم في العَالَم الحديث. وكان قد اخْتِير للظهور في الحلقة الأخيرة لسلسلة من المحاضرات في ذلك البرنامج الإذاعي قبل سَنَتَيْن من تجريده من تصريحه الأمني، ولكن الجامعة بَقِيَت مُصِرَّة على إبقاءه في الحلقة حتى بعد الجَدَل الذي دار حوله.
وفي فبراير من عام 1955م، أَلْغَى هينري شميتز رئيس جامعة واشنطن بشكل مفاجيء دعوة الجامعة لأوبينهايمر لإلقاء سلسلة من المحاضرات هناك. واسْتَشَاط طلاب الجامعة غضبًا من قرار شميتز؛ فَوَقَّع 1,200 طالب عَرِيضَة تَحْتَج على القرار، ونقش (عملة) تٌمَثِّل شميتز كإشارة احتجاجية. وبينما اسْتَمَرُّوا بالاحتجاج، حَظَرَتْ ولاية واشنطن الحزب الشيوعي، وألزَمَتْ جميع موظفي الحكومة بأن يُقْسِمُوا يَمِين الولاء. وقام إدوين ألبرشت أهلينغ -رئيس قسم الفيزياء جامعة واشنطن وزميل سابق لأوبينهايمر في جامعة كاليفورنيا في بيركلي- بمناشدة مجلس إدارة الجامعة للعُدُول عن القرار، وصوَّت المجلس لصالح إلغاء قرار شميتز بنتيجة تصويت 56 إلى 40. وخلال رحلة سفر إلى ولاية أوريغون، توقف أوبينهايمر لفترة قصيرة في مدينة سياتل في ولاية واشنطن لتغيير طائرته، وبينما هو هناك التقى به عدد من أعضاء الهيئة التدريسية في جامعة واشنطن لشرب القهوة معًا، وبالرغم من ذلك، لم يُعْطِ أوبينهايمر  أي محاضرة في الجامعة قطّ.
سَاوَر أوبينهايمر القلق المتزايد بخصوص الخطر الذي قد تَتَعَرَّض له البشرية من الاختراعات العلمية. وتَشَارك هو وألبيرت أينشتاين، وبيرتراند راسل، وجوزيف روتبلت وغيرهم من العلماء والأكاديميين المَرْمُوقِين في تأسيس ما أصبح يُعْرَف في النهاية باسم الأكاديمية العالمية للفنون والعلوم التي خَرَجَتْ إلى النور رسميًّا عام 1960م. وعلى نحو لَافِت، وبعد إذلاله على العَلَن في جلسات الاستماع، امتنع أوبينهايمر عن المشاركة في حركات الاحتجاج الواسعة ضد السلاح النووي التي انطلقت في خمسينات القرن العشرين، فلم يوقع على بيان راسل-أينشتاين المنشور عام 1955م، وكذلك لم يَحْضُر النسخة الأولى من مؤتمر باجواش للعلوم والشؤون الدولية عام 1957م على الرغم من أنه دُعِي إليه.
وفي خطاباته وكتاباته المنشورة للعامة، شَدَّد أوبينهايمر باستمرار على صعوبة إدارة قوة المعرفة في عالم تُقَيَّد فيه حرية تبادل الأفكار العلمية بين الأطراف المختلفة بسبب المَخَاوِف السياسية. وألقى أوبينهايمر عدة محاضرات إذَاعِيَّة سنة 1953م ضمن سلسلة محاضرات ريث عبر أثير إذاعة بي بي سي، وجُمِعَت هذه المحاضرات في كتاب نُشِر لاحقًا تحت عنوان العِلْم والفَهْم العام (بالإنجليزية: Science and the Common Understanding).
وفي عام 1955م، نشر أوبينهايمر كتابًا بعنوان العَقْل المُتَفَتِّح (بالإنجليزية: The Open Mind)، وهو تجميع لثَمَانِيَة محاضرات أعطاها منذ 1946م بخصوص الأسلحة النووية والثقافة العامة. ورفض أوبينهايمر تطبيق دبلوماسية مَدَافِع الأسطول فيما يتعلق بالسلاح النووي، حيث قال في إحدى تلك المحاضرات المنشورة في الكتاب: "إن أهداف هذا البلد في حقل السياسة الخارجية لا يمكنها أن تتحقق بشكل فعلي أو مُسْتَدَام باستخدام التَّخْويف".
وفي 1957م، أرسل قسم الفسلفة وعلم النفس في جامعة هارفارد دعوة إلى أوبينهايمر لِيُحَاضر ضمن سلسلة محاضرات ويليام جيمس. واحْتَجّ على ذلك مجموعة مؤثرة من خريجي جامعة هارفارد بقيادة الخبير المالي البارز إيدوين غين الذي كان قد تخرج في 1918م، وضَمَّت تلك المجموعة أيضًا الكولونيل أرشيبالد روزفلت ابن الرئيس الأمريكي السابق ثيودور روزفلت. وحضر 1,200 طالب محاضرات أوبينهايمر الستة التي ألقاها في الجامعة في مسرح ساندرز، وقد جَمَع تلك المحاضرات في كتاب تحت عنوان "أمل النظام" (بالإنجليزية: The Hope of Order). وفي 1962م، ألقى أوبينهايمر محاضرات ضمن سلسلة محاضرات ويدين في جامعة ماكماستر، وجمعها في كتاب نُشِر عام 1964م يحمل عنوان الأرجوحة البَهْلَوَانِيَّة الطائرة: ثلاثة أزمات تواجه الفيزيائيين (بالإنجليزية: The Flying Trapeze: Three Crises for Physicists).

أوبينهايمر في المنظمة الأوروبية للأبحاث النووية.

بعد حِرْمَانِه من تأثيره السياسي، استمر أوبينهايمر في إعطاء المحاضرات، والكتابة، والعمل على الفيزياء. وقام بجولات في أوروبا واليابان قَدَّم فيها محاضرات في تاريخ العلم، ودور العلم في المجتمع، وطبيعة الكَوْن. وتحدث أوبينهايمر عن أهمية دراسة تاريخ العلم في فعالية تَدْشِين دار نيلز بور للكتب والأرشيف التابعة للمعهد الأمريكي للفيزياء في سبتمبر 1963م.
وفي سبتمبر 1957م، أعطَت فرنسا أوبينهايمر رُتْبَة ضابط في جوقة الشرف، وفي 3 مايو 1962م، انْتُخِب عُضْوًا أَجْنَبِيًّا في الجمعية الملكية في بريطانيا.

### جائزة إنريكو فيرمي
في 1959م، صَوَّت جون ف. كينيدي الذي كان عضوًا في مجلس الشيوخ وقتها على رَفْض إقرار تعيين لويس ستراوس -أكثر مُحَرِّض ضد في أوبينهايمر في جلسات الاستماع- وزيرًا للتجارة، وكان ذلك من شأنه إنهاء حياة ستراوس السياسية. وفي 1962م، دَعَا كينيدي الذي كان قد أصبح رئيسًا للولايات المتحدة وقتها أوبينهايمر لحضور حفل سَيُكَرَّم فيه 49 فائزًا بجائزة نوبل. وخلال تلك الفعالية، سأل رئيس هيئة الطاقة الذرية الأمريكية غلين سيبورغ أوبينهايمر إن كان يرغب بإجراء جلسات استماع أمنية أخرى بظروف أَعْدَل. ولكن أوبينهايمر رفض.
وفي مارس 1963م، اختارت اللجنة الاستشاريَّة لهيئة الطاقة الذرية أوبينهايمر للحصول على جائزة إنريكو فيرمي، وهي جائزة ابتكرها الكونغرس الأمريكي سنة 1954م. وقد اغْتِيل كينيدي قبل أن يستطيع تسليم الجائزة لأوبينهايمر، ولكن خليفته ليندون جونسون قام بذلك في ديسمبر 1963م في حَفْل أشار فيه إلى "مساهمات [أوبينهايمر] في الفيزياء النظرية كَمُعَلِّم ومَنْبَعٍ للأفكار، [كما أشار إلى] قيادته لمنشأة لوس ألاموس ولبرنامج الطاقة الذرية خلال السَّنَوَات الحَرِجَة". وقال جونسون أيضًا بأن توقيع كينيدي على استلام أوبينهايمر للجائزة كان من أعظم أعمال كينيدي كرئيس للولايات المتحدة. وقال أوبينهايمر لجونسون: "أعتقد أنه من الممكن يا سيدي الرئيس أن الأمر تَطَلَّب منك بعض الإحسان وبعض الشجاعة لإعطائي هذه الجائزة اليوم".
وحرصت جاكي -أرملة كينيدي- على حضور حفل تسليم الجائزة كي تستطيع إخبار أوبينهايمر كم كان يرغب زوجها الراحل بحصوله عليها. كما حضر الحفل إدوارد تيلر الذي كان قد أوصى بأن يحصل أوبينهايمر على الجائزة أملًا في لمعالجة الصَّدْع النَّاجِم بينهما بسبب موقفه المضاد لأوبينهايمر في جلسات الاستماع، كما حضر هنري د. سميث، وهو الوحيد في 1954م الذي صَوَّت ضد قرار هيئة الطاقة الذرية باعتبار أوبينهايمر خطرًا أمنيًّا، ذلك القرار الذي حُسِم بنتيجة 4-1.
ومع ذلك استمرت عِدَائِيَّة أفراد الكونغرس تجاه أوبينهايمر. فبعد ثمانية أيام فقط من مَقْتَل كينيدي، احتجّ عضو مجلس الشيوخ بروك ب. هيكينلوبر بشكل رسمي على اختيار أوبينهايمر للجائزة، كما قَاطَع حَفْل التسليم عدة أعضاء جمهوريين في لجنة الطاقة الذرية التابعة لمجلس الشيوخ.
كان إصلاح الأضرار الواقعة على أوبينهايمر من خلال إعطاءه الجائزة رمزيًّا فقط، حيث أن أوبينهايمر بقي يَفْتَقِر إلى تصريح أمني ولم يَسْتَطِع امتلاك أي تأثير على السياسة الرسمية، ولكن الجائزة تَصَاحَبَتْ مع مكافأة مالية قدرها 50,000$ غير خاضعة للضريبة.

## العلاقة مع الاحتلال الإسرائيلي

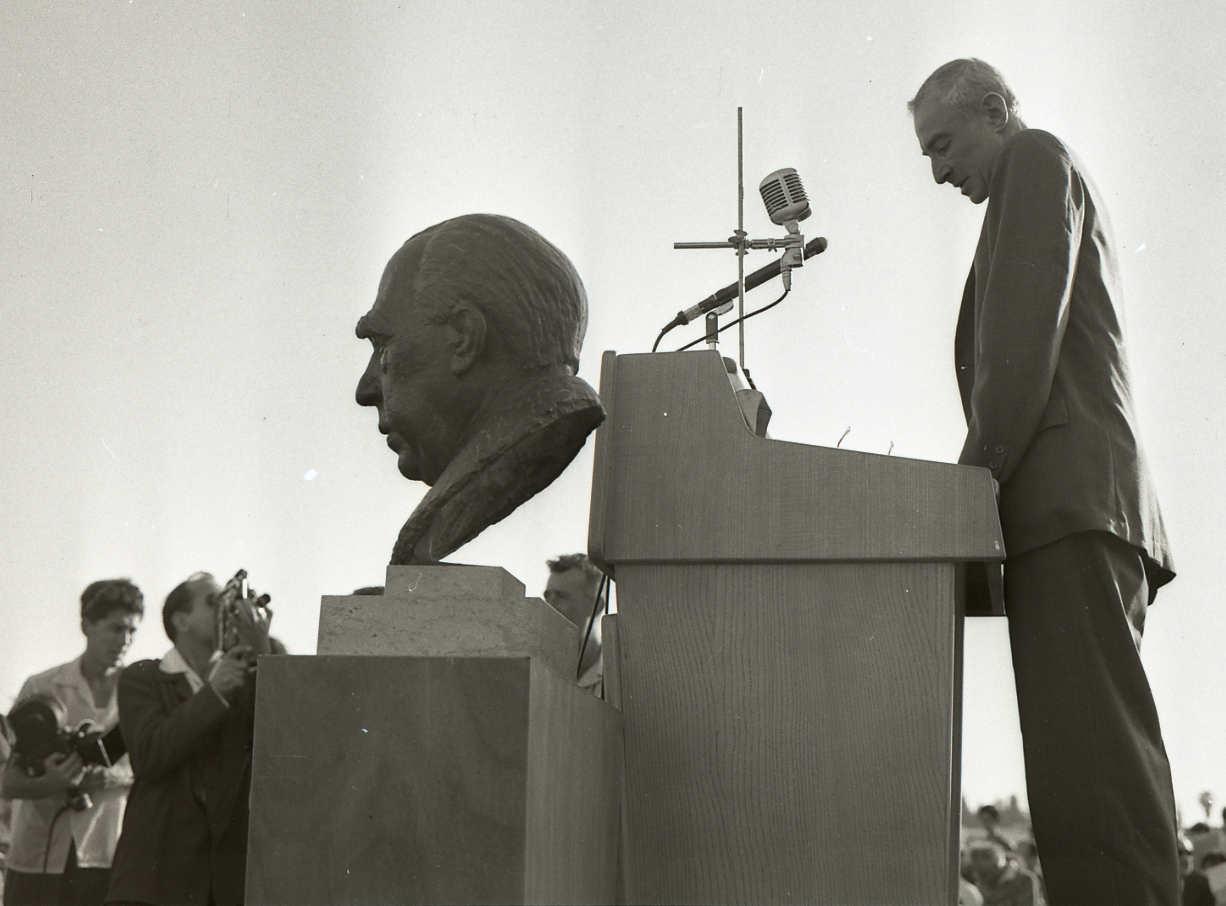
روبرت أوبينهايمر يلقي خطابًا أثناء حفل افتتاح قسم الأبحاث النووية في معهد وايزمان للعلوم في إسرائيل بتاريخ 4 إبريل 1958م. التمثال الظاهر في الصورة هو لرأس نيلز بور.

يَنْحَدِر والد أوبينهايمر -جوليوس أوبينهايمر- من بَلْدَة هاناو الألمانية، وأتى إلى الولايات المتحدة ليعمل مع أقاربه في تجارة الأَنْسِجَة فأصبح تاجرًا غنيًّا، وهناك تَعَرَّف على والدة أوبينهايمر -إيلا فريدمان- الرَّسَّامة التي كانت عائلتها قد انتقلت من ألمانيا إلى الولايات المتحدة في أربعينات القرن التاسع عشر. وبالرغم من أنهما ينتميان إلى عائلات يهودية، إلا أنهما تَجَاهَلَا الديانة اليهودية وفَضَّلَا تَبَنِّي تقاليد وأفكار المجتمع الأمريكي والاندماج فيه بالكامل، فلم تذهب العائلة إلى الكَنِيس ولم يُقِيمَا حفل بار متسفا لأبناءهما، وكان أوبينهايمر نفسه ذو توجه مماثل لوالديه، فكان مُصِرًّا على عدم التحدث بالألمانية، كما أنه أَكَّد على أن اختصار ج. في ج. روبرت أوبينهايمر لا يشير إلى شيء بالرغم من أن اسمه في شهادة الميلاد هو: جوليوس روبرت أوبينهايمر، وذلك لإخفاء أصوله اليهودية باعتبار أن جوليوس اسم يهودي.
وبالرغم من عدم ارتياحه لأصله اليهودي وكذلك عدم اهتمامه المزعوم بالسياسة الصهيونية، إلا أن وثائقًا رُفِعَتْ عنها السرية من أرشيف دولة إسرائيل تُفِيد بأنه من المحتمل أن أوبينهايمر قد لعب دورًا في تطوير البرنامج النووي الإسرائيلي. وفي سنة 1947م أي قبل تأسيس دولة الاحتلال الإسرائيلي، سَعَى حاييم وايزمان -قائد صهيوني مولود في روسيا أصبح فيما بعد أول رئيس إسرائيلي- لترويج بناء مفاعل نووي "صهيوني" على أراضي فلسطين التي كانت تحت الاحتلال البريطاني وقتها، وكان يحاول استقطاب العلماء اليهود خاصة المُنْخَرِطِين والمؤثرين في التطوير النووي لإعانته على ذلك. وفي 11 نوفمبر 1947م، زار وايزمان مدينة برينستون في ولاية نيوجيرسي الأمريكية، وهناك التقى بألبرت أينشتاين، وكذلك بِروبرت أوبينهايمر الذي كان وقتها مديرًا لمعهد الدراسات المتقدمة في المدينة. وتحدث وايزمان وأوبينهايمر في لقاءهما عن إمكانية إقامة برنامج نووي "صهيوني" على الأراضي الفلسطينية المحتلة.
ودَعَا رئيس الوزراء الإسرائيلي ديفيد بن-غوريون العلماء الأمريكيين الذين ساهموا في بناء القُنْبُلَتَيْن النَّوَوِيَّتَيْن اللَّتَيْن أُلْقِيَتَا على اليابان ضمن مشروع مانهاتن إلى زيارة إسرائيل. وكانت أول وأهم زيارة هي ذهاب روبيرت أوبينهايمر رئيس العلماء في مشروع مانهاتن وكذلك إدوارد تيلر عَرَّاب القنبلة الهيدروجينية إلى إسرائيل، حيث قَضَيَا معًا عدة ساعات في منزل بن-غوريون في العاصمة الإسرائيلية تل أبيب، حيث تَبَاحَثُوا في أفضل طرق استثمار مَخْزُونَات إسرائيل من البلوتونيوم. وفي 1954م، وفي خِضَمّّ جلسات الاستماع الأمنية التي خضع لها أوبينهايمر، استطاع الإسرائيليون تَجَاوُز الرقابة الأمنية التي كان يفرضها مكتب التحقيقات الفيديرالي على أوبينهايمر لتسليمه باليد دعوة لأن يصبح أستاذًا زائرًا في معهد وايزمان للعلوم في إسرائيل، ذلك بالرغم من إدراكهم أنه من المستحيل له قبول دعوة كهذه في ظل الشكوك الأمنية المُتَمَحْوِرَة حوله والتي قد تمنعه من مغادرة البلاد أصلًا، ولكن الإسرائيليين أرادوا اسْتِمَالَتَه لصالح قضاياهم، وكذلك فإن تقوية العلاقة معه كانت من الممكن أن تعطي العلماء الإسرائيليين مجالًا أكبر للاستفادة من معهد الدراسات المتقدمة الذي كان يديره أوبينهايمر. وبعد فترة من انتهاء جلسات الاستماع واستقرار أوضاعه، سافر أوبينهايمر سنة 1958م إلى إسرائيل لحضور حفل افتتاح قسم الأبحاث النووية في معهد وايزمان للعلوم، حيث دُعِي من إدارة المعهد كضيف شرف، وهناك التقى بن-غوريون وتَحَدَّثَا طويلًا، ويقول بن-غوريون أن أوبينهايمر في ذلك اللقاء قد عَبَّر له عن خوفه على مصير إسرائيل من التحالف السوفييتي المصري، خاصة إن ساعد السوفييت المصريين على بناء مفاعل نووي وتطوير أسلحة نووية، وأخبره أن الاتحاد السوفييتي لن يخشى دخول حرب نووية عالمية إن امتلك أسلحة مضادة تُعَطِّل الهَجَمَات النووية، وهي معلومة لم يكن أوبينهايمر واثقًا من تأكيدها أو نَفْيِهَا، ونصحه باللجوء إلى مجلس الأمن التابع للأمم المتحدة لحل هذه المشكلة، وأكد له أوبينهايمر أن الإسرائيليين يجب أن يبذلوا الغالي والنفيس لامتلاك محطة توليد نووية.
ويرى الكثيرون مشاكلًا أخلاقية وتناقضات في وقوف أوبينهايمر إلى جانب الاحتلال الإسرائيلي، فمثلًا يقول الباحث الفلسطيني-البريطاني عماد موسى أن ذلك يعارض دعوة أوبينهايمر المستمرة للسلام النووي والابتعاد عن التسلح النووي في العالم، فإسرائيل موجودة في مكان جغرافي لا يوجد فيه دول مالكة للسلاح النووي، وإن حصولها على السلاح سيقود دولًا أخرى في المنطقة لتطوير برامج نووية، ويطرح موسى أن التسلح النووي الإسرائيلي كان أحد الأسباب الرئيسة لقيام البرنامج النووي الإيراني الذي قد يكون سببًا رئيسًا بدوره لبداية برنامج نووي في المملكة العربية السعودية، بالتالي فإن "دَوْر أوبينهايمر في تطوير البرنامج النووي الإسرائيلي ساهم -بطريقة أو بأخرى- بإطلاق تفاعل نووي متسلسل في الشرق الأوسط".

## الوفاة
شُخِّص أوبينهايمر الذي كان مُدَخِّنًا شَرِهًا بسرطان الحنجرة في 1965م. وبعد عملية جراحية لم تَسْتَطِع القضاء على السرطان بالكامل، خضع أوبينهايمر لعلاج إشعاعي وكيميائي غير ناجح في 1966م. وفي 18 فبراير 1967م، تُوُفِّي أثناء نومه في منزله في مدينة برينستون في ولاية نيوجيرسي، وكان بعمر 62 سنة. وأُقِيم له حفل تأبين بعدها بأسبوع في قاعة أليكسندر في جامعة برينستون. وحضر الحفل 600 شخص من مَعَارِفه في الميدان العلمي والسياسي والعسكري، بمن فيهم هانز بيته، وليزلي غروفز، وجورج كينان، وديفيد ليلينثال، وأيزيدور رابي، وهنري سميث،ويوجين فيغنر. وكان أخوه فرانك وباقي العائلة متواجدون هناك، بالإضافة إلى المؤرخ آرثر ماير شليزنجر، والروائي جون أوهارا، وجورج بالانتشاين مدير شركة نيويورك لأداءات رقص الباليه. وألقى بيته وكينان وسميث خطابات تأبين مٌقْتَضَبَة. وأُحْرِق جسد أوبينهايمر بعد وفاته ووُضِع رَمَادُه في جَرَّة رَمَتْهَا زوجته كيتي في البحر بالقرب من منزلهما على شاطيء جزيرة سانت جون ضمن جزر العذراء الأمريكية.
وفي أكتوبر 1972م، تُوُفِّيَت كيتي بعمر 62 سنة جَرَّاء التهاب مِعَوِيّ ازداد سوءًا بسبب انصمام رئوي. بعد ذلك، وَرِث بيتر ابنهما بيت أوبينهايمر الريفي في ولاية نيومكسيكو، أما منزل الشاطيء في سانت جون فَوَرِثَتْه ابنتهما كاثرين "توني" أوبينهايمر سيلبر. وعانت توني من اضطراب نفسي ومرت في فترات اكتئاب، كما أنها حصلت على وظيفة مؤقتة كمترجمة بثلاث لغات في الأمم المتحدة، ولكن الوظيفة تطلبت تصريحًا أمنيًّا، فقام مكتب التحقيقات الفيديرالي بفتح تحقيق كامل نُبِشَت فيه التُّهَم التي كانت موجهة لوالدها، ولم تحصل توني على التصريح الأمني، فَتَقَبَّلَت الأمر وذهبت لتعيش في منزل الشاطيء في سانت جون الذي وَرِثَتْه عن أهلها. وفي يناير 1977م، بعد ثلاثة أشهر من طلاقها الثاني، شَنَقَتْ نفسها في منزل عائلتها على الشاطيء. وتَرَكَتْ ملكية المنزل إلى "شَعْب سانت جون". ولكن لم تُتَّخَذْ أية إجراءات لاستدامة الملكية بعد وفاة توني، ورسم الناس وكتبوا على الجدران حتى غَطَّوْهَا، وتعرض المنزل للتخريب. وبعد ذلك تَوَلَّتْ حكومة جزر العذراء الأمريكية إدارة شؤون المِلْكِيَّة فأنشأت مركزًا مجتمعيًّا يُمْكِن حَجْزُه بمقابل رَمْزِيّ لإقامة فَعَالِيَّات مُجْتَمَعِيَّة كَحَفَلَات الزواج.

## الإرث

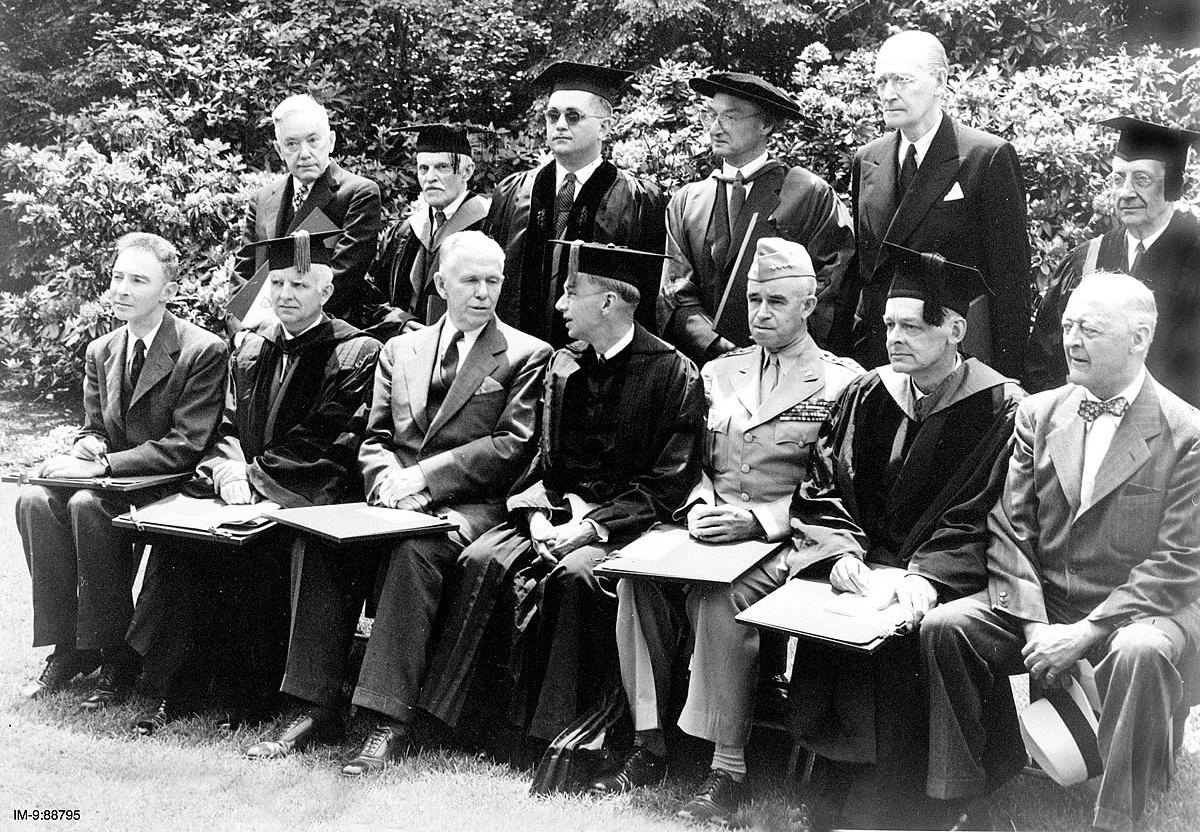
حاصلون على شهادات هارفارد التكريمية، 5 يونيو 1947م. الصف الأمامي من اليسار: أوبينهايمر، إرنست كادمان كولويل، الجنرال جورج مارشال، رئيس هارفارد جيمس براينت كونانت، الجنرال أومار برادلي، ت. س. إليوت.

حينما جُرِّد أوبينهايمر من تأثيره السياسي في 1954م، أصبح بالنسبة للكثيرين رمزًا لسذاجة العلماء الذين يعتقدون أنهم يستطيعون التحكم باستخدام أبحاثهم، وكذلك رمز إلى معضلات المسؤولية الأخلاقية التي يطرحها العلم في العصر النووي. كانت جلسات الاستماع مدفوعة بالسياسات والعداوات الشخصية، وأدت إلى انقسام شاسع في مجتمع الأسلحة النووية، حيث انقسم الأفراد إلى مجموعتين. فالمجموعة الأولى تخاف الاتحاد السوفييتي كعدو قاتل، وتؤمن أن أفضل استراتيجية لمواجهة ذلك الخطر هي امتلاك أقوى ترسانة أسلحة قادرة على تنفيذ الانتقام الأكثر هَوْلًا في حالة اعتداء السوفييت. أما المجموعة الأخرى، فاعتقدت أن تطوير القنبلة الهيدروجينية لن يحسّن الأمن في الغرب وأن استخدام الأسلحة ضد الكثير من المدنيين يُعْتَبَر إبادة جماعية، ويدعو أفراد هذه المجموعة إلى تَجَاوُب بديل أكثر مرونة مع السوفييت يتضمن بناء أسلحة نووية تكتيكية مما يمكِّن الولايات المتحدة من الرد وفي نفس الوقت لا يؤدي إلى دمار شامل أو إبادات جماعية هائلة، وكذلك دَعَا أفراد المجموعة إلى تعزيز القوات عسكرية غير نووية للدفاع الناجع عن البلاد في حالة وقوع هجوم، بالإضافة إلى إبرام اتفاقيات تنظيم التَّسَلُّح. كانت المجموعة الأولى أقوى سياسيًّا، وأصبح أوبينهايمر مُسْتَهْدَفًا من أفرادها.
وبدلًا من الاستمرار في رفص اتهامات الشيوعية في نهاية أربيعينات وبداية خمسينات القرن العشرين، شهد أوبينهايمر بالنشاطات الشيوعية ضد زملاء وطلاب سابقين قبل وخلال جلسات الاستماع خاصته. وفي إحدى الوقائع، تَسَرَّبَتْ شهادته التي يُدِين فيها بيرنارد بيترز - طالب سابق عنده - إلى الإعلام بشكل انتقائي. وفَسَّر المؤرخون ذلك على أنه محاولة من أوبينهايمر لاسترضاء زملاءه في الحكومة وربما لِتَشْتِيت التركيز على ارتباطاته اليسارية في الماضي وكذلك ارتباطات أخيه. وفي النهاية، أصبح الأمر مسؤولية قانونية يتحملها أوبينهايمر حينما تبيَّن أنه فعلًا قد شكَّك في ولاء بيترز، بالتالي أصبح ترشيحه إياه للعمل في مشروع مانهاتن عملًا مُسْتَهْتِرًا، أو متناقضًا على أقل تقدير.
في التصورات الشعبية، يُنْظَر إلى صراعات أوبينهايمر الأمنية على أنها مواجهة بين اليمينيِّين أصحاب النزعة العسكرية (متمثلين بإدوارد تيلر) وبين اليساريين العقلانيين (متمثلين بأوبينهايمر) حول التساؤل الأخلاقي المتعلق بأسلحة الدمار الشامل. ويعتبر كُتَّاب السِّيَر الذاتية والمؤرخون أن قصة أوبينهايمر عبارة عن مأساة. وكتب مستشار الأمن القومي والأكاديمي الذي عمل مع أوبينهايمر في لجنة مستشاري وزارة الخارجية مكجورج بوندي: "بعيدًا عن الصعود والهبوط الاستثنائِيَّيْن في الجَاه والسُّلْطَة اللذَيْن خاضهما أوبينهايمر، تمتلك شخصيته أبعادًا مليئة بالمأساوية في مَزْجِهَا بين السِّحْر والتَّعَجْرُف، وكذلك الذكاء وعَمَى البصيرة، والإدراك وعدم الإحساس، ولعل فوق ذلك كله بين التحدِّي والتسليم للقدر. كل ذلك، وبطرق مختلفة، انقلب ضده في جلسات الاجتماع."
أَلْهَم التساؤل حول مسؤولية العلماء تجاه الإنسانية المسرحية الدرامية الصادرة عام 1955م للمخرج الألماني برتولت بريشت: حياة غاليليو، وترك ذلك التساؤل بَصْمَتَه على مسرحية فريدريش دورينمات التي حملت عنوان الفيزيائيون، وكان أيضًا أساس أُوبِيرا الدكتور الذري الصادرة عام 2005م لجون آدامز، وقد صوَّرَت أوبينهايمر على أنه فاوست بِحُلَّة عصرية. وبعد عرض مسرحية الكاتب هاينَر كِيبْهَارْت بعوان في مسألة ج. روبرت أوبينهايمر على التلفاز في ألمانيا الغربية، كان عرضها المسرحي في ميونخ وبرلين في شهر أكتوبر عام 1964م. وأدّت اعتراضات أوبينهايمر إلى مراسلة بينه وبين كيبهارت عَرَض فيها كيبهارت القيام بتصحيحات ولكنه دافع عن المسرحية. وكان عرضها الأول في نيويورك عام 1968م، وأدَّى جوزيف ويزمان دور أوبينهايمر. وصفها الناقد المسرحي في صحيفة نيويورك تايمز كلايف بارنز بأنها "مسرحية غاضبة ومسرحية داعمة" في الوقت عينه حيث وقفت في صفّ أوبينهايمر ولكنها صورته "أحمقًا وعبقريًّا يعاني المآسي". وقد واجه أوبينهايمر صعوبة في تُقَبُّل ذلك التجسيد، وبعد قراءته لنسخة مكتوبة من المسرحية بعد فترة قريبة من بداية عرضها، هدد أوبينهايمر بمقاضاة كيبهارت شاجبًا "الارتجالات التي كانت مخالفة للتاريخ ولطبيعة الأشخاص الوَارِدِين" في المسرحية. وقال أوبينهايمر لاحقًا في إحدى المقابلات:
أوبينهايمر هو موضوع الكثير من كتب السِّيَر الذاتية، بما في ذلك بروميثيوس الأمريكي (2005م) لكاي بيرد ومارتن ج. شيروين، والتي فازت بجائزة بوليتزر عن فئة السيرة الذاتية لعام 2006م. وفاز المسلسل التفازي القصير أوبينهايمر من إنتاج تلفاز بي بي سي وبطولة سام واتيرستون بثلاث جوائز بافتا من الفئات تلفازية. وترشح الوثائقي اليوم التالي لترينيتي الصادر عام 1980م والذي يتحدث عن أوبينهايمر والقنبلة الذرية لجائزة أوسكار ضمن فئة أفضل فيلم وثائقي، كما حصل على جائزة بيبودي. وتُسْتَعْرَض حياة أوبينهايمر في مسرحية توم مورتون-سميث بعنوان أوبينهايمر الصادرة سنة 2015م، وكذلك في فيلم الرجل البدين والولد الصغير الصادر سنة 1989م، حيث جسَّد دوره دوايت شولتز. وفي نفس العام، جَسَّد ديفيد ستراثيرن دوره في الفيلم التلفازي الذي يحمل عنوان اليوم الأول. وفي فيلم أوبينهايمر الصادر عام 2023م للمخرج كريستوفَر نولان والمستند لكتاب بروميثيوس الأمريكي، لعب دور أوبينهايمر الممثل كيليان مورفي.
وعُقِد اجتماع حول الإرث الذي تركه أوبينهايمر سنة 2004م بمناسبة مرور 100 عام على ذكرى ميلاده، وكان مكان انعقاده في جامعة كاليفورنيا، بيركلي، وتصاحب ذلك مع عرض رقمي لحياته، ونُشِرَت وقائع المؤتمر عام 2005م في كتاب يحمل عنوان  إعادة تقدير أوبينهايمر: دراسات وتأثيرات مئوية. ويمكن إيجاد أوراقه البحثية في مكتبة الكونغرس.
كَعَالِم، يَذْكُر أوبينهايمر طلابه وزملاؤه الأكاديميون كباحث عبقريّ وأستاذ جذاب الأسلوب أسَّس الفيزياء النظرية الحديثة في الولايات المتحدة. "أكثر من أي رجل آخر"، يكتب هانز بيته، "كان المسؤول عن ارتقاء الفيزياء النظرية الأمريكية من التَّبَعِيَّة الإقليمية لأوروبا إلى قيادة العالم". ولأن اهتماماته العلمية كانت سريعة التَّبَدُّل في الكثير من الأحيان، فلم يعمل أوبينهايمر أبدًا لمدة كافية على أحد المواضيع ليُنْجِز فيه بشكل يحقق له جائزة نوبل، على الرغم من أن بحوثه التي ساهمت في ظهور نظرية الثقوب السوداء كانت من الممكن أن تضمن له الحصول على الجائزة لو أنه عاش كفاية ليشهدها تؤتي ثمارها لاحقًا على أيدي علماء فيزياء فلكية آخرين. وفي 4 يناير لعام 2000م، سُمِّي كُوَيْكب - 67085 أوبينهايمر - باسمه تكريمًا له، وكذلك الأمر بالنسبة لفوَّهَة أوبينهايمر القمرية التي اتَّخَتْ اسمه عام 1970م.
وكمستشار للشؤون العسكرية والسياسة العامة، كان أوبينهايمر قائدًا تيكنوقراطيًّا مما أسهم في تغيير العلاقة ما بين العلم والعسركية، كما أدى ذلك إلى ظهور "العلم الكبير". حيث أنه خلال الحرب العالمية الثانية، أصبح العلماء أكثر انخراطًا في البحوث العسكرية إلى حد غير مسبوق، وبسبب تهديد الفاشية للحضارة الغربية، تطوّع العلماء بأعداد كبيرة للمساهمة في الجهود التقنية والتنظيمية في صفوف قوات الحلفاء مما أدى إلى ظهور أدوات قوية كالرادار، وشعيلة التقارب، وعلم القرار. وكعالم فيزياء نظرية مثقف وذكي أصبح مُنَسِّقًا عسكريًّا منضبطًا، يُمَثِّل أوبينهايمر نقيض الفكرة المُتَمَثِّلَة بأن العلماء "يسبحون في عالم آخر" وأن المعرفة في المواضيع المتخصصة كتركيب نواة الذرة لا يمتلك تطبيقات في "العالم الحقيقيّ".
بعد يومين من اختبار ترينيتي، عبَّر أوبينهايمر عن آماله ومخاوفه باقتباس من كتاب الشعر السنسكريتي الشاتاكاترايا للفيلسوف الهندي بارتراري:
في البحر العظيم المظلم، بين الرِّمَاح والسهام،

في النوم، في الارتباك، في أعماق الخِزْي،

## المنشورات

### نُشِر في حياته
- أوبينهايمر، ج. روبرت (1954). العِلْم والفَهْم العام [Science and the Common Understanding]. نيويورك: سايمون وشوستر. OCLC:34304713.
- أوبينهايمر، ج. روبرت (1955). العَقْل المُتَفَتِّح [The Open Mind]. نيويورك: سايمون وشوستر. OCLC:297109.
- أوبينهايمر، ج. روبرت (1964). الأرجوحة البَهْلَوَانِيَّة الطائرة: ثلاثة أزمات تواجه الفيزيائيين [The Flying Trapeze: Three Crises for Physicists]. لندن: دار نشر جامعة أكسفورد. OCLC:592102.

### نُشِر بعد وفاته
- أوبينهايمر، ج. روبرت؛ رابي، أيزيدور إسحق (1969). أوبينهايمر [Oppenheimer]. نيويورك: سكريبنر(Scribner). OCLC:2729.
- أوبينهايمر، ج. روبرت؛ سميث، أليس كيمبال؛ واينر، تشارلز (1980). روبرت أوبينهايمر، رسائل وذكريات [Robert Oppenheimer, Letters and Recollections]. كامبريدج وماساتشوستس: دار نشر جامعة هارفارد. ISBN:978-0-674-77605-0. OCLC:5946652.
- أوبينهايمر، ج. روبرت؛ ميتروبوليس، ن.؛ روتا، جيان-كارلو؛ شارب، د. هـ. (1984). فَهْم غير مألوف [Uncommon Sense]. كامبريدج وماساتشوستس: بِيرْكْهُويْزَر بُوسْطُن(Birkhäuser Boston). ISBN:978-0-8176-3165-9. OCLC:10458715.
- أوبينهايمر، ج. روبرت (1989). الذرة والفراغ: مقالات في العلم والمُجْتَمَع [Atom and Void: Essays on Science and Community]. برينستون، نيوجيرسي: دار نشر جامعة برنستون. ISBN:978-0-691-08547-0. OCLC:19981106.

### الكتب
- Anderson، Leif E.؛ Whitaker، Ewen A. (1982). NASA Catalogue of Lunar Nomenclature (PDF). Springfield, Virginia: ناسا. مؤرشف (PDF) من الأصل في 2023-08-15. اطلع عليه بتاريخ 2023-08-15.
- Bethe، Hans (1968b). The Road from Los Alamos. New York: شبرينغر. ISBN:978-0-88318-707-4.
- Bird، Kai؛ Sherwin، Martin J. (2005). American Prometheus: The Triumph and Tragedy of J. Robert Oppenheimer. New York: Alfred A. Knopf. ISBN:978-0-375-41202-8.
- Bundy، McGeorge (1988). Danger and Survival: Choices About the Bomb in the First Fifty Years. New York: Random House. ISBN:978-0-394-52278-4.
- Carson، Cathryn (2005). "§Introduction". في Carson، Cathryn؛ Hollinger، David A. (المحررون). Reappraising Oppenheimer: Centennial Studies and Reflections. Berkeley, California: Office for History of Science and Technology, University of California. ص. 1–10. ISBN:978-0-9672617-3-7.
- Cassidy، David C. (2005). J. Robert Oppenheimer and the American Century. New York: Pi Press. ISBN:978-0-13-147996-8.
- Childs، Herbert (1968). An American Genius: The Life of Ernest Orlando Lawrence, Father of the Cyclotron. New York City: E. P. Dutton. ISBN:978-0-525-05443-6.
- Conant، Jennet (2005). 109 East Palace: Robert Oppenheimer and the Secret City of Los Alamos. New York: Simon & Schuster. ISBN:978-0-7432-5007-8.
- Feldman، Burton (2000). The Nobel Prize: A History of Genius, Controversy, and Prestige. New York: Arcade Publishing. ISBN:978-1-55970-537-0.
- Groves، Leslie (1962). Now it Can be Told: The Story of the Manhattan Project. New York: Harper & Brothers. ISBN:978-0-306-70738-4.
- Haynes، John Earl (2006). Early Cold War Spies: The Espionage Trials that Shaped American Politics. Cambridge, Massachusetts: Cambridge University Press. ISBN:978-0-521-67407-2.
- Haynes، John Earl؛ Klehr، Harvey؛ Vassiliev، Alexander (2009). Spies: The Rise and Fall of the KGB in America. New Haven, Connecticut: Yale University Press. ISBN:978-0-300-12390-6.
- Herken، Gregg (2002). Brotherhood of the Bomb: The Tangled Lives and Loyalties of Robert Oppenheimer, Ernest Lawrence, and Edward Teller. New York: Henry Holt and Company. ISBN:978-0-8050-6588-6.
- Hewlett، Richard G.؛ Anderson، Oscar E. (1962). The New World, 1939–1946. A History of the United States Atomic Energy Commission. University Park, Pennsylvania: Pennsylvania State University Press. ج. I. ISBN:978-0-520-07186-5.
- Hewlett، Richard G.؛ Duncan، Francis (1969). Atomic Shield, 1947–1952. A History of the United States Atomic Energy Commission. University Park, Pennsylvania: Pennsylvania State University Press. ج. II. ISBN:978-0-520-07187-2.
- Hewlett، Richard G.؛ Holl، Jack M. (1989). Atoms for Peace and War, 1953–1961: Eisenhower and the Atomic Energy Commission (PDF). A History of the United States Atomic Energy Commission. Berkeley, California: University of California Press. ISBN:978-0-520-06018-0. مؤرشف (PDF) من الأصل في 2020-09-23. اطلع عليه بتاريخ 2020-07-19.
- Hoddeson، Lillian؛ Henriksen، Paul W.؛ Meade، Roger A.؛ Westfall، Catherine L. (1993). Critical Assembly: A Technical History of Los Alamos During the Oppenheimer Years, 1943–1945. New York: Cambridge University Press. ISBN:978-0-521-44132-2.
- Hollinger، David A. (2005). "§Afterward". في Carson، Cathryn؛ Hollinger، David A. (المحررون). Reappraising Oppenheimer: Centennial Studies and Reflections. Berkeley, California: Office for History of Science and Technology, Univ. of California. ص. 385–390. ISBN:978-0-9672617-3-7.
- Hufbauer، Karl (2005). "J. Robert Oppenheimer's Path to Black Holes". في Carson، Cathryn؛ Hollinger، David A. (المحررون). Reappraising Oppenheimer: Centennial Studies and Reflections. Berkeley, California: Office for History of Science and Technology, Univ. of California. ص. 31–47. ISBN:978-0-9672617-3-7.
- Hunner، John (2012). J. Robert Oppenheimer, the Cold War, and the Atomic West. Norman, Oklahoma: University of Oklahoma Press. ISBN:978-0-8061-6308-6.
- Jones، Vincent (1985). Manhattan: The Army and the Atomic Bomb. Washington, D.C.: مركز التاريخ العسكري لجيش الولايات المتحدة.
- Jungk، Robert (1958). Brighter than a Thousand Suns: A Personal History of the Atomic Scientists. New York: Harcourt Brace. ISBN:978-0-15-614150-5.
- Kelly، Cynthia C. (2006). Oppenheimer and the Manhattan Project: Insights into J. Robert Oppenheimer, "Father of the Atomic Bomb". Hackensack, New Jersey: World Scientific. ISBN:978-981-256-418-4.
- McMillan، Priscilla Johnson (2005). The Ruin of J. Robert Oppenheimer and the Birth of the Modern Arms Race. New York: Viking. ISBN:978-0-670-03422-2.
- Monk، Ray (2012). Robert Oppenheimer: A Life Inside the Center. New York; Toronto: Doubleday. ISBN:978-0-385-50407-2.
- Nichols، Kenneth (1987). The Road to Trinity: A Personal Account of How America's Nuclear Policies Were Made. New York: William Morrow and Company. ISBN:978-0688069100.
- Norris، Robert S. (2002). Racing for the Bomb: General Leslie R. Groves, the Manhattan Project's Indispensable Man. South Royalton, Vermont: Steerforth Press. ISBN:1-58642-039-9.
- Pais، Abraham (2006). J. Robert Oppenheimer: A Life. Oxford: Oxford University Press. ISBN:978-0-19-516673-6.
- Polenberg، Richard (2002). In the Matter of J. Robert Oppenheimer: The Security Clearance Hearing. Ithaca, New York: Cornell University. ISBN:978-0-8014-3783-0.
- Polenberg، Richard (2005). "The Fortunate Fox". في Carson، Cathryn؛ Hollinger، David A. (المحررون). Reappraising Oppenheimer: Centennial Studies and Reflections. Berkeley, California: Office for History of Science and Technology, Univ. of California. ص. 267–272. ISBN:978-0-9672617-3-7.
- Rhodes، Richard (1986). The Making of the Atomic Bomb. New York: Simon & Schuster. ISBN:978-0-671-44133-3.
- Rhodes، Richard (1995). Dark Sun: The Making of the Hydrogen Bomb. New York: Simon & Schuster. ISBN:978-0-684-82414-7.
- Roy، Kaustuv (2018). Rethinking Curriculum in Times of Shifting Educational Context. Palgrave Macmillan. DOI:10.1007/978-3-319-61106-8. ISBN:978-3-319-61105-1.
- Schweber، Silvan S. (2008). Einstein and Oppenheimer: the Meaning of Genius. Cambridge, Massachusetts: Harvard University Press. ISBN:978-0-674-02828-9.
- Smith، Alice Kimball؛ Weiner، Charles (1980). Robert Oppenheimer: Letters and Recollections. Cambridge, Massachusetts: Harvard University Press. ISBN:978-0-8047-2620-7.
- Spangenburg، Ray؛ Moser، Diane (2004). Science Frontiers, 1946 to the Present. New York: Facts On File. ISBN:978-0-816-06880-7.
- Stern، Philip M. (1969). The Oppenheimer Case: Security on Trial. New York: Harper & Row.
- Streshinsky، Shirley؛ Klaus، Patricia (2013). An Atomic Love Story: The Extraordinary Women in Robert Oppenheimer's Life. New York: Turner Publishing. ISBN:978-1-61858-019-1.
- Strout، Cushing (1963). Conscience, Science and Security: The Case of Dr. J. Robert Oppenheimer. Chicago: Rand McNally.
- Szasz، Ferenc M. (1984). The Day the Sun Rose Twice. Albuquerque, New Mexico: University of New Mexico Press. ISBN:978-0-8263-0767-5.
- United States Atomic Energy Commission (1954). In the Matter of Dr. J. Robert Oppenheimer. Washington, D.C.: United States Government Printing Office.
- Wolverton، Mark (2008). A Life in Twilight: The Final Years of J. Robert Oppenheimer. New York: St. Martin's Press. ISBN:978-0-312-37440-2.
- Wortham، Biscoe Hale (1886). The Śatakas of Bhartr̥ihari. Trübner's Oriental series. London: Trübner.
- Young، Ken؛ Schilling، Warner R. (2019). Super Bomb: Organizational Conflict and the Development of the Hydrogen Bomb. Ithaca, New York: Cornell University Press. ISBN:978-1-5017-4516-4.

### المقالات
- Boyce، Niall (14 فبراير 2015). "Man of steel". ذا لانسيت. ج. 385 ع. 9968: 577–662. DOI:10.1016/S0140-6736(15)60221-5. S2CID:54252502. مؤرشف من الأصل في 2023-03-27. اطلع عليه بتاريخ 2023-07-15.
- Hijiya، James A. (يونيو 2000). "The Gita of Robert Oppenheimer" (PDF). Proceedings of the American Philosophical Society. ج. 144 ع. 2. ISSN:0003-049X. مؤرشف من الأصل (PDF) في 2013-11-26. اطلع عليه بتاريخ 2013-12-23.
- Rhodes، Richard (أكتوبر 1977). "'I Am Become Death ... ': The Agony of J. Robert Oppenheimer". American Heritage  [لغات أخرى]‏. مؤرشف من الأصل في 2008-06-12. اطلع عليه بتاريخ 2008-05-23.{{استشهاد بمجلة}}:  صيانة الاستشهاد: علامات ترقيم زائدة (link)
- Sanders، Jane A. (1979). "The University of Washington and the Controversy over J. Robert Oppenheimer". The Pacific Northwest Quarterly. ج. 70 ع. 1: 8–19. ISSN:0030-8803. JSTOR:40489791.
- Schweber، Silvan S. (2006). "Einstein and Oppenheimer: Interactions and Intersections". Science in Context. United Kingdom: Cambridge University Press. ج. 19 ع. 4: 513–559. DOI:10.1017/S0269889706001050. S2CID:145807656.
- Scott، Terry؛ Besmann، Theodore M.؛ Goldberg، Stanley؛ Hawkins، David (1994). "Letters". Bulletin of the Atomic Scientists. ج. 50 ع. 5: 3–60. Bibcode:1994BuAtS..50e...3S. DOI:10.1080/00963402.1994.11456544. ISSN:0096-3402.

| مناصب حكومية   | مناصب حكومية                           | مناصب حكومية        |
| -------------- | -------------------------------------- | ------------------- |
| سبقه مَنْصِب جديد | مدير مختبر لوس ألاموس الوطني 1945–1970 | تبعه نوريس برادبيري |